# Puy-l'Évêque
Pour les articles homonymes, voir L'Évêque.
Cet article possède des paronymes, voir Pont-l'Évêque (Calvados) et Pont-l'Évêque (Oise).
 (indiquez la date de pose grâce au paramètre date).
 (novembre 2017).
Si vous disposez d'ouvrages ou d'articles de référence ou si vous connaissez des sites web de qualité traitant du thème abordé ici, merci de compléter l'article en donnant les références utiles à sa vérifiabilité et en les liant à la section « Notes et références ».
Puy-l'Évêque est une commune française située dans le sud-ouest du département du Lot, en région Occitanie.
Elle est également dans la Bouriane, une région naturelle sablonneuse et collinaire couverte de forêt avec comme essence principale des châtaigniers.
Exposée à un climat océanique altéré, elle est drainée par le Lot, le ruisseau de Clédelles et par divers autres petits cours d'eau. La commune possède un patrimoine naturel remarquable composé de trois zones naturelles d'intérêt écologique, faunistique et floristique.
Puy-l'Évêque est une commune rurale qui compte 1 870 habitants en 2022. Ses habitants sont appelés les Puy-l'Evêquois ou  Puy-l'Evêquoises.
Le vieux village médiéval est un site inscrit au titre de la protection des Monuments Historiques depuis le 26 octobre 1944. Une partie du territoire communal (310 ha) a été placée en zone de protection du patrimoine architectural, urbain et paysager le 14 juin 1995 par le préfet de région.

## Géographie
Située sur le Lot en Quercy, sur la route départementale D 811, ancienne route nationale 111, et l'ancienne ligne Monsempron-Libos - Cahors entre Fumel et Cahors, au cœur du vignoble de l'appellation d’origine contrôlée « vignoble de Cahors ».

### Communes limitrophes
Puy-l'Évêque est limitrophe de neuf autres communes.
Les communes limitrophes sont  Cassagnes, Duravel, Floressas, Grézels, Montcabrier, Pescadoires, Pomarède, Prayssac et Vire-sur-Lot.
| Montcabrier  | Cassagnes    | Pomarède, Prayssac |
| Duravel      | Puy-l'Évêque | Pescadoires        |
| Vire-sur-Lot | Floressas    | Grezels            |

### Voies de communication et transports
Depuis l'abandon de la navigation fluviale au cours des années 1870 et de la voie ferrée un siècle plus tard, les transports sont uniquement routiers.
La route départementale D 811, ancienne route nationale 111, constitue la colonne vertébrale du réseau routier reliant Cahors au Lot-et-Garonne. Les routes départementales D 28 et D 44 constituent les axes nord-sud et relient la ville au nord du département du Lot et, au-delà, à celui de la Dordogne et à Montcuq puis au département de Tarn-et-Garonne.
En matière de transports en commun, une ligne d'autocars a remplacé le train et l'autorail en suivant le même trajet.
En 2023, La section Soturac - Albas incluant Puy-l'Évêque est ouverte à  la navigation de plaisance sur le Lot (excepté le secteur de Touzac).

### Climat
Pour des articles plus généraux, voir Climat de l'Occitanie et Climat du Lot.
En 2010, le climat de la commune est de type climat du Bassin du Sud-Ouest, selon une étude s'appuyant sur une série de données couvrant la période 1971-2000. En 2020, Météo-France publie une typologie des climats de la France métropolitaine dans laquelle la commune est exposée à un climat océanique altéré et est dans la région climatique Aquitaine, Gascogne, caractérisée par une pluviométrie abondante au printemps, modérée en automne, un faible ensoleillement au printemps, un été chaud (19,5 °C), des vents faibles, des brouillards fréquents en automne et en hiver et des orages fréquents en été (15 à 20 jours).
Pour la période 1971-2000, la température annuelle moyenne est de 13,3 °C, avec une amplitude thermique annuelle de 15,6 °C. Le cumul annuel moyen de précipitations est de 865 mm, avec 11,5 jours de précipitations en janvier et 6,3 jours en juillet. Pour la période 1991-2020, la température moyenne annuelle observée sur la station météorologique la plus proche, située sur la commune d'Anglars-Juillac à 5 km à vol d'oiseau, est de 13,5 °C et le cumul annuel moyen de précipitations est de 822,6 mm,. Pour l'avenir, les paramètres climatiques de la commune estimés pour 2050 selon différents scénarios d’émission de gaz à effet de serre sont consultables sur un site dédié publié par Météo-France en novembre 2022.

### Milieux naturels et biodiversité

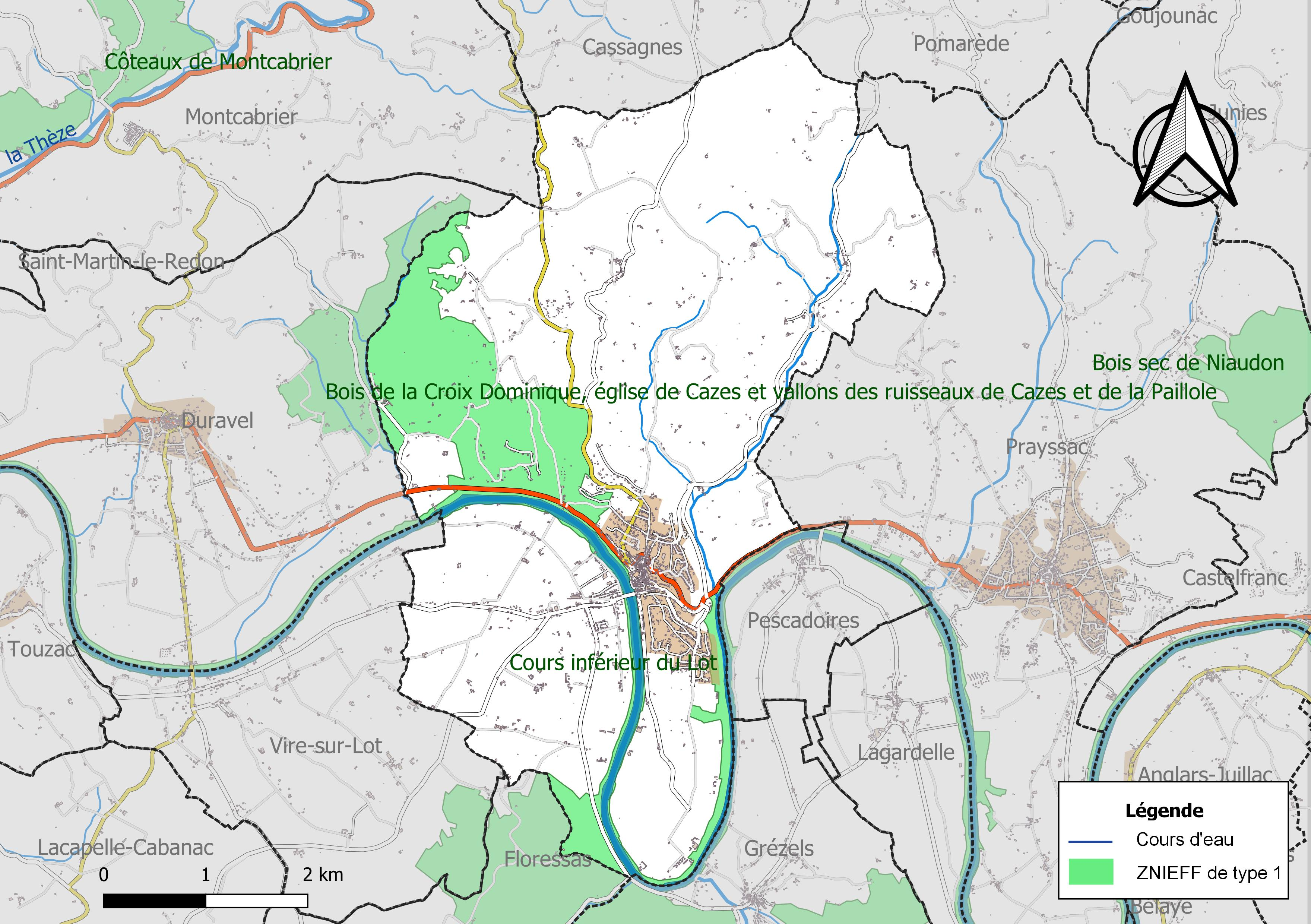
Carte des ZNIEFF de type 1 localisées sur la commune.

L’inventaire des zones naturelles d'intérêt écologique, faunistique et floristique (ZNIEFF) a pour objectif de réaliser une couverture des zones les plus intéressantes sur le plan écologique, essentiellement dans la perspective d’améliorer la connaissance du patrimoine naturel national et de fournir aux différents décideurs un outil d’aide à la prise en compte de l’environnement dans l’aménagement du territoire.
Trois ZNIEFF de type 1 sont recensées sur la commune :
- les « bois de la Croix Dominique, église de Cazes et vallons des ruisseaux de Cazes et de la Paillole » (419 ha), couvrant 2 communes du département[10] ;
- le « cours inférieur du Lot » (1 209 ha), couvrant 25 communes dont 23 dans le Lot et deux dans le Lot-et-Garonne[11],
- le « plateau de Floressas, combe de Lagard Basse, coteaux attenants et coteaux de Grézels » (1 114 ha), couvrant 6 communes du département[12] ;

## Urbanisme

### Typologie
Au 1er janvier 2024, Puy-l'Évêque est catégorisée bourg rural, selon la nouvelle grille communale de densité à sept niveaux définie par l'Insee en 2022.
Elle est située hors unité urbaine et hors attraction des villes,.

### Occupation des sols
L'occupation des sols de la commune, telle qu'elle ressort de la base de données européenne d’occupation biophysique des sols Corine Land Cover (CLC), est marquée par l'importance des territoires agricoles (48,8 % en 2018), en diminution par rapport à 1990 (50,1 %). La répartition détaillée en 2018 est la suivante : 
forêts (42,6 %), zones agricoles hétérogènes (27,5 %), cultures permanentes (12,3 %), zones urbanisées (4,7 %), prairies (4,6 %), terres arables (4,5 %), eaux continentales (3,8 %), milieux à végétation arbustive et/ou herbacée (0,2 %). L'évolution de l’occupation des sols de la commune et de ses infrastructures peut être observée sur les différentes représentations cartographiques du territoire : la carte de Cassini (XVIIIe siècle), la carte d'état-major (1820-1866) et les cartes ou photos aériennes de l'IGN pour la période actuelle (1950 à aujourd'hui).

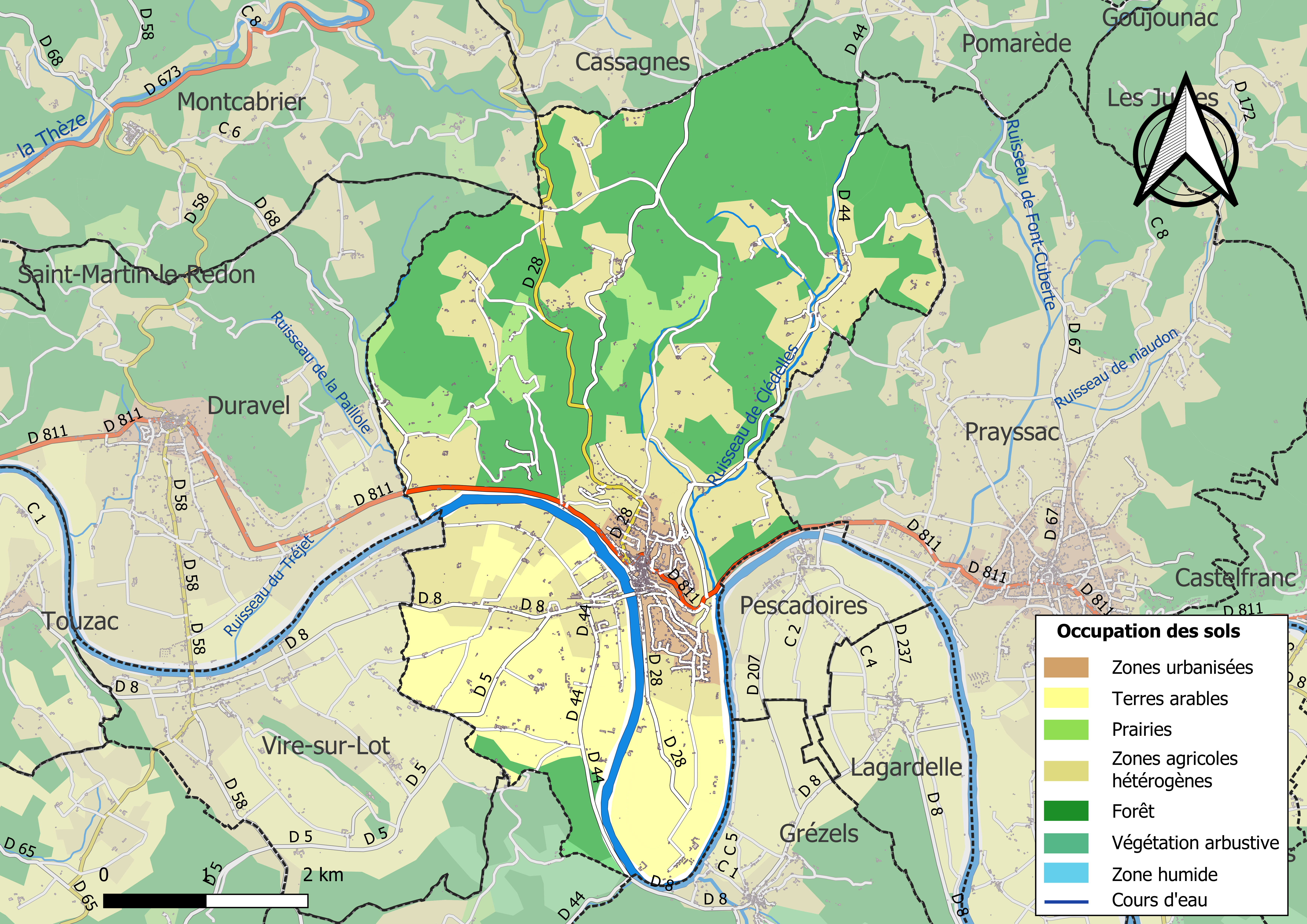
Carte des infrastructures et de l'occupation des sols de la commune en 2018 (CLC).

### Risques majeurs
Le territoire de la commune de Puy-l'Évêque est vulnérable à différents aléas naturels : météorologiques (tempête, orage, neige, grand froid, canicule ou sécheresse), inondations, feux de forêts, mouvements de terrains et séisme (sismicité très faible). Il est également exposé à deux risques technologiques, le transport de matières dangereuses et la rupture d'un barrage. Un site publié par le BRGM permet d'évaluer simplement et rapidement les risques d'un bien localisé soit par son adresse soit par le numéro de sa parcelle.

#### Risques naturels
Certaines parties du territoire communal sont susceptibles d’être affectées par le risque d’inondation par débordement de cours d'eau, notamment le Lot. La cartographie des zones inondables en ex-Midi-Pyrénées réalisée dans le cadre du XIe Contrat de plan État-région, visant à informer les citoyens et les décideurs sur le risque d’inondation, est accessible sur le site de la DREAL Occitanie. La commune a été reconnue en état de catastrophe naturelle au titre des dommages causés par les inondations et coulées de boue survenues en 1982, 1992, 1993, 1995, 1999, 2003 et 2021,.
Puy-l'Évêque est exposée au risque de feu de forêt. Un plan départemental de protection des forêts contre les incendies a été approuvé par arrêté préfectoral le 30 novembre 2015 pour la période 2015-2025. Les propriétaires doivent ainsi couper les broussailles, les arbustes et les branches basses sur une profondeur de 50 mètres, aux abords des constructions, chantiers, travaux et installations de toute nature, situées à moins de 200 mètres de terrains en nature
de bois, forêts, plantations, reboisements, landes ou friches. Le brûlage des déchets issus de l’entretien des parcs et jardins des ménages et des collectivités est interdit. L’écobuage est également interdit, ainsi que les feux de type méchouis et barbecues, à l’exception de ceux prévus dans des installations fixes (non situées sous couvert d'arbres) constituant une dépendance d'habitation.

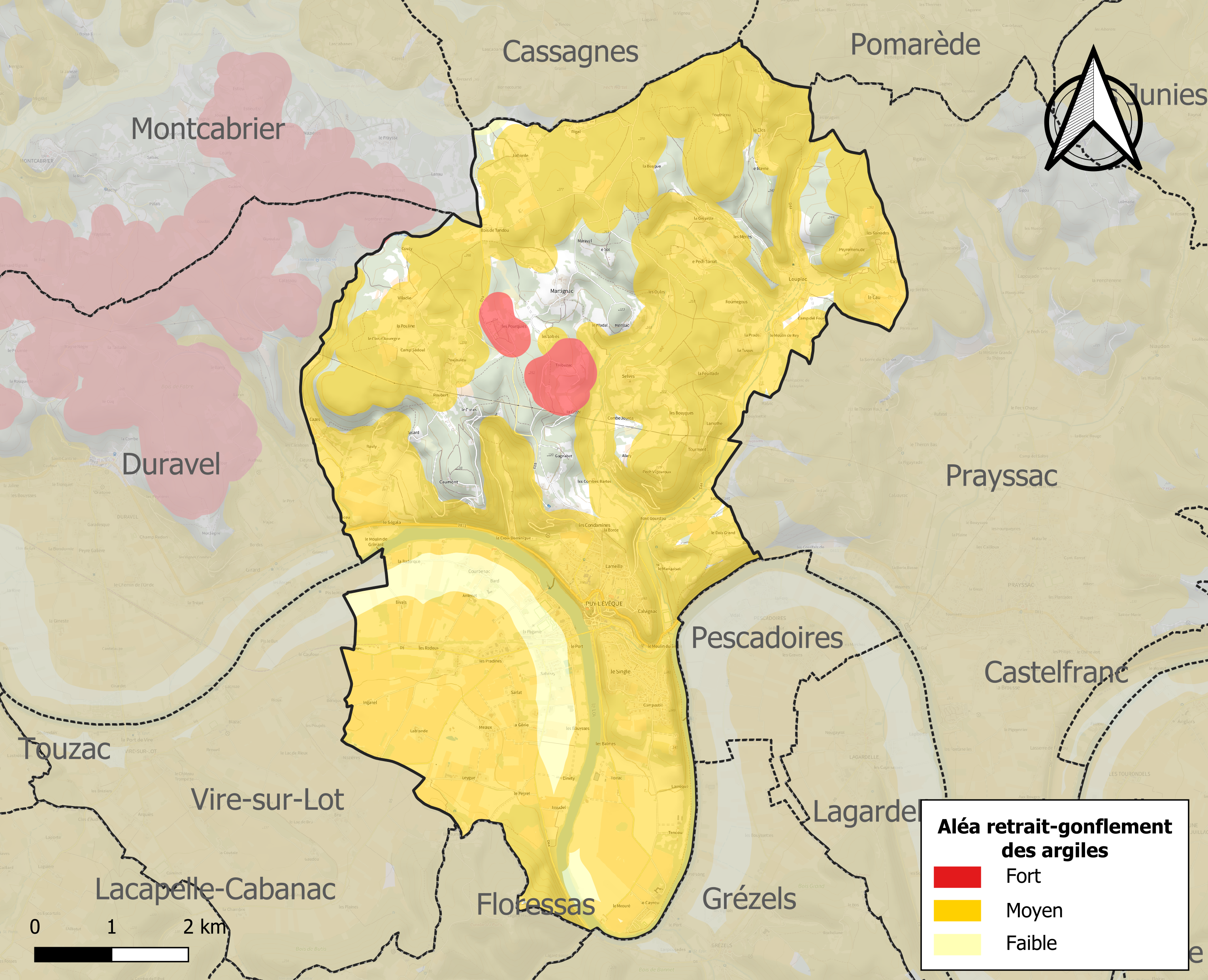
Carte des zones d'aléa retrait-gonflement des sols argileux de Puy-l'Évêque.

Les mouvements de terrains susceptibles de se produire sur la commune sont des affaissements et effondrements liés aux cavités souterraines (hors mines), des éboulements, chutes de pierres et de blocs, des glissements de terrain et des tassements différentiels. Par ailleurs, afin de mieux appréhender le risque d’affaissement de terrain, l'inventaire national des cavités souterraines permet de localiser celles situées sur la commune.
Le retrait-gonflement des sols argileux est susceptible d'engendrer des dommages importants aux bâtiments en cas d’alternance de périodes de sécheresse et de pluie. 82,2 % de la superficie communale est en aléa moyen ou fort (67,7 % au niveau départemental et 48,5 % au niveau national). Sur les 1 180 bâtiments dénombrés sur la commune en 2019, 1 044 sont en aléa moyen ou fort, soit 88 %, à comparer aux 72 % au niveau départemental et 54 % au niveau national. Une cartographie de l'exposition du territoire national au retrait gonflement des sols argileux est disponible sur le site du BRGM,.
Par ailleurs, afin de mieux appréhender le risque d’affaissement de terrain, l'inventaire national des cavités souterraines permet de localiser celles situées sur la commune.
Concernant les mouvements de terrains, la commune a été reconnue en état de catastrophe naturelle au titre des dommages causés par la sécheresse en 2009 et par des mouvements de terrain en 1999.

#### Risques technologiques
Le risque de transport de matières dangereuses sur la commune est lié à sa traversée par une route à fort trafic. Un accident se produisant sur une telle infrastructure est susceptible d’avoir des effets graves sur les biens, les personnes ou l'environnement, selon la nature du matériau transporté. Des dispositions d’urbanisme peuvent être préconisées en conséquence.
La commune est en outre située en aval des barrages de Grandval et de Sarrans, des ouvrages de classe A disposant d'une retenue de respectivement 270,6 millions et 296 millions de mètres cubes,. À ce titre elle est susceptible d’être touchée par l’onde de submersion consécutive à la rupture d'un de ces ouvrages.

## Toponymie
Le toponyme Puy-l'Évêque (en occitan Pèg l'Avesque) est formé de Puy qui est une francisation de l'occitan pèg, pech issu du latin podium avec le sens de lieu situé sur une hauteur et l'Évêque indique que ce lieu est passé sous la suzeraineté du Comte-Évêque de Cahors : Guillaume de Cardaillac.
Durant la Révolution, la commune porte les noms de Puy-Libre et de Puy-sur-Lot.
Ses habitants sont appelés les Puy-l'Évêquois.

## Histoire

### Antiquité
Les Romains ont laissé une voie joignant Cahors à Bordeaux mais les routes actuelles, sur le haut du village, ont recouvert les vestiges.

### Moyen Âge
Puy-l'Évêque est sorti de l'ombre au Moyen Âge quand Guillaume de Cardaillac, évêque de Cahors, annexa le village dans le cadre de la croisade contre les Albigeois.
Il prit, semble-t-il, pour motif que le seigneur des lieux, probablement le seigneur de Luzech, avait épousé la cause des hérétiques comme son suzerain le comte de Toulouse.
Une bulle papale du 25 janvier 1227 confirme l'acquisition (sans en préciser les moyens, militaires ou financiers) des seigneuries de Luzech et Puy-l'Évêque qui seront rattachées au comte-évêque de Cahors jusqu'à la Révolution.
La Guerre de Cent Ans (1337-1453) amena les Anglais, qui tenaient l'Aquitaine depuis Aliénor (devenue, par mariage, reine d'Angleterre), et qui remontaient, entre autres, le Lot pour aller combattre les troupes françaises. Combats, résistances, pillages, reconstructions et le même cycle infernal lorsque les Français reprenaient le village.
À la fin de la guerre, le Quercy n'était plus qu'un champ de ruines.

### Ancien régime
Un peu d'accalmie permit au village de s'agrandir avant les guerres de religion. Celle-ci virent, début juin 1580, les troupes de Henri de Navarre, futur Henri IV, assiéger le village par le nord (le Costayral) mais être repoussées malgré les boulets (en pierre) tirés contre l'église Saint-Sauveur.
Tout au long de ces siècles, le site de Puy-l'Évêque constituait une position stratégique de première importance.
Sur le plan militaire, il dominait la vallée pour détecter tout mouvement à l'ouest et était difficile d'accès.
Sur le plan commercial, le Lot était la seule voie pour les transports de personnes et surtout de marchandises, la voie terrestre ne pouvant supporter les transports lourds, en particulier les minerais de Decazeville et Aubin.
Le village s'articulait autour de l'église, du château épiscopal, (selon les époques : garnison, couvent, école ou prison dans la tour carrée) et de la Cale, le port de la rive droite. Dans ce triangle, se serraient maisons bourgeoises et masures modestes dans un dédale de rues étroites. Quelques moulins à farine se trouvaient sur le Lot et les Clédelles et quelques tanneurs sur cette dernière. Dans la plaine en face, en rive gauche, l'agriculture vivrière et la vigne depuis les Romains nourrissaient les habitants.

### Époque moderne

#### Révolution Française
La Révolution amènera le rattachement à Puy-l'Évêque des paroisses de Loupiac, Martignac, Courbenac et Issudel, une partie de celle de Cazès et toute la presqu'île du Cayrou.

#### XIXesiècle
Bien que constituant un carrefour, Puy-l'Évêque était très mal relié dans toutes les directions.
Le premier ouvrage important pour les communications fut un pont suspendu construit près de la Cale en 1839-1840 et inauguré le 28 mars 1840.
Il était à péage mais la municipalité racheta la concession le 14 septembre 1883.
Ce pont était inscrit dans un axe nord-sud passant par le cœur du village mais la rue principale Saint-Sauveur ne pouvait pas supporter un trafic accru. On décida alors de percer une rue droite, comme Haussmann dans Paris, à l'endroit de la rue de la Combe qui serpentait au sud-ouest de la rue Saint-Sauveur. Elle servait aussi de passage à un ruisseau qui avait sa source place du Mercurial et tenait lieu d'égout à l'occasion.
On traça donc, environ vers 1845-1850, la Grande Rue actuelle depuis le carrefour Saint-Sauveur-Roulier jusqu'à la porte nord (un peu en dessous du pont routier de la rue haute) et avec une épingle à cheveux pour mener à la place de la Truffière.
Dans le même temps, on fit une rue haute depuis la même place de la Truffière jusqu'au carrefour du Moulin-Haut. Cette rue servira quelques années plus tard à relier Cahors à Fumel par la route impériale devenue nationale et maintenant départementale.
On traça aussi une route pour relier le pont au carrefour du Moulin haut et enfin on relia la Grande Rue à cette route.
Dans les années 1860, on refait la Cale pour favoriser l'accostage des gabares et autres mais dans le même temps, on construit le chemin de fer qui fera disparaître la navigation sur le Lot.
Ce chemin de fer était prévu pour desservir Cahors qui n'était pas encore relié à Paris. La ligne se raccordait à Libos, près de Fumel, à la ligne Paris-Agen par Périgueux. Construite à partir du 1er avril 1868, elle est mise en service le 20 décembre 1869.
Cette traversée de la commune, d'environ 3 km, va bouleverser la physionomie des quartiers bas du Puy.

#### XXesiècle

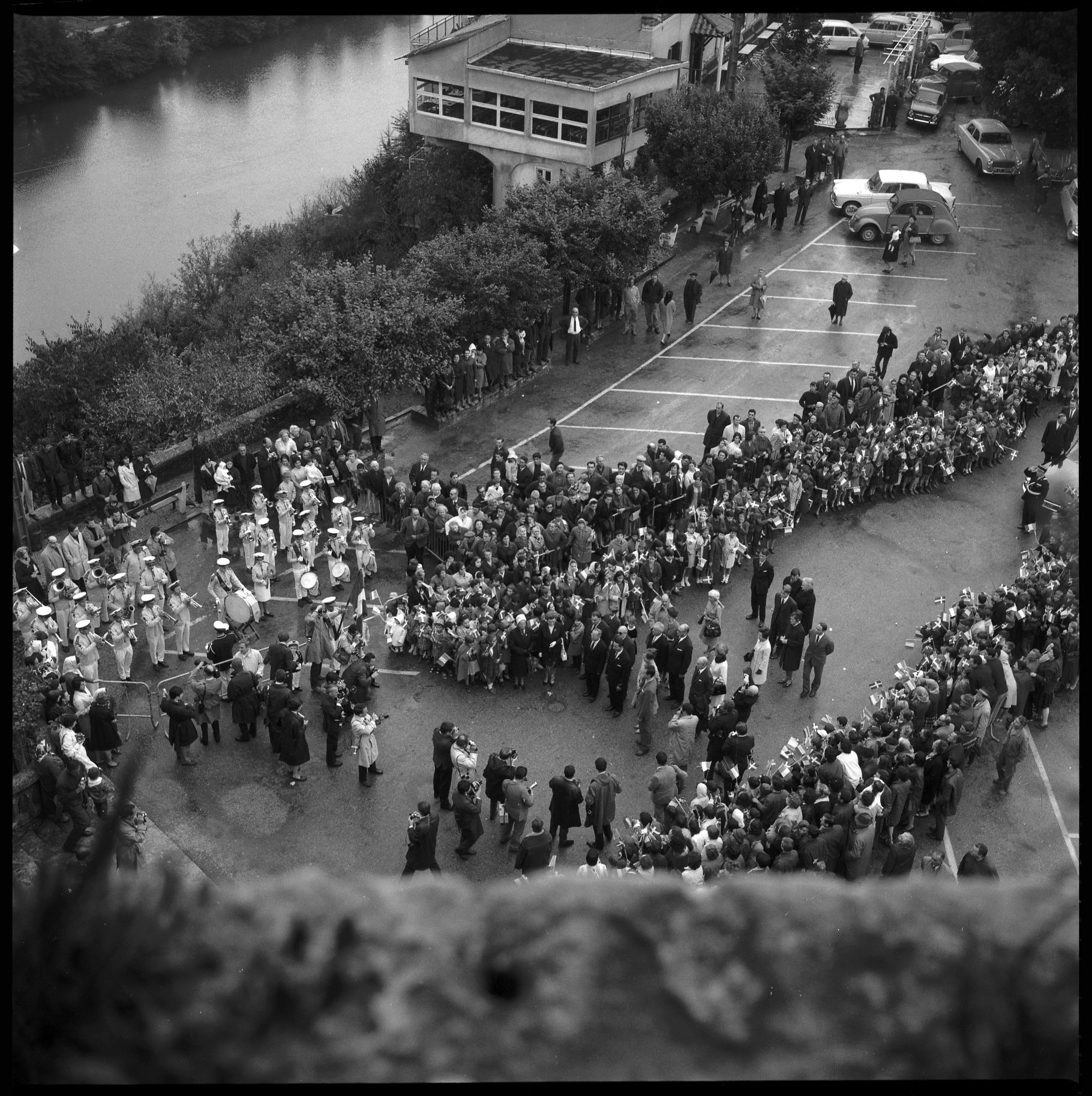
Place de la mairie en 1966. Célébrations du couple royal Henri de Laborde de Monpezat - Margrethe II de Danemark.

Le moulin à farine du Lot en aval de la Cale sur la rive gauche sera transformé en usine électrique au début du XXe.
Ce siècle aura connu le déclin du chemin de fer consécutif au déclin des mines de charbon de l'Aveyron et, en 1990, les deux ponts (ferré et routier) seront démolis et le pont suspendu sera remplacé par un pont sur piles à deux voies.
En octobre 1966, Henri de Laborde de Monpezat, invite sa fiancée, la princesse héritière Margrethe de Danemark, dans le Lot. Des célébrations sont organisées à la mairie de Puy-l'Évêque.

#### XXIesiècle
Le XXIe siècle voit le rétablissement de la navigation de plaisance sur le Lot.

## Politique et administration

### Jumelages
La commune de Puy-l'Évêque est jumelée avec :
- Héron (Belgique) depuis le 5 mai 2007.

## Démographie
| 1793  | 1800  | 1806  | 1821  | 1831  | 1836  | 1841  | 1846  | 1851  |
| ----- | ----- | ----- | ----- | ----- | ----- | ----- | ----- | ----- |
| 1 530 | 2 082 | 2 098 | 2 160 | 2 505 | 2 423 | 2 390 | 2 351 | 2 353 |

| 1856  | 1861  | 1866  | 1872  | 1876  | 1881  | 1886  | 1891  | 1896  |
| ----- | ----- | ----- | ----- | ----- | ----- | ----- | ----- | ----- |
| 2 346 | 2 394 | 2 469 | 2 541 | 2 482 | 2 417 | 2 270 | 2 208 | 1 993 |

| 1901  | 1906  | 1911  | 1921  | 1926  | 1931  | 1936  | 1946  | 1954  |
| ----- | ----- | ----- | ----- | ----- | ----- | ----- | ----- | ----- |
| 2 009 | 1 887 | 1 748 | 1 498 | 1 587 | 1 745 | 1 520 | 1 592 | 1 690 |

| 1962  | 1968  | 1975  | 1982  | 1990  | 1999  | 2006  | 2011  | 2016  |
| ----- | ----- | ----- | ----- | ----- | ----- | ----- | ----- | ----- |
| 2 147 | 2 261 | 2 353 | 2 302 | 2 209 | 2 159 | 2 178 | 2 052 | 1 984 |

| 2021  | 2022  | - | - | - | - | - | - | - |
| ----- | ----- | - | - | - | - | - | - | - |
| 1 900 | 1 870 | - | - | - | - | - | - | - |

| selon la population municipale des années : | 1968 | 1975 | 1982 | 1990 | 1999 | 2006 | 2009 | 2013 |
| Rang de la commune dans le département      | 7    | 7    | 8    | 9    | 9    | 9    | 9    | 9    |
| Nombre de communes du département           | 340  | 340  | 340  | 340  | 340  | 340  | 340  | 340  |

L'augmentation du nombre d'habitants (+0,3 % en taux moyen annuel entre 1999 et 2008) est due à un flux migratoire positif (+1,6 %)  alors que le taux naturel, naissances et décès, est négatif (-1,3 %).
Il en résulte un vieillissement de la population, les 65 ans et plus représentent 32,0 % du total, presque le double du niveau national (16,6 %).

### Éducation
- Au XIXe siècle l'enseignement, à Puy-l'Évêque comme ailleurs, était religieux. L'école de garçons (actuellement médiathèque) a été construite en plusieurs fois : d'abord le bâtiment perpendiculaire au cimetière et, ensuite, pour abriter l'internat, le bâtiment parallèle à celui-ci. Elle sera laïcisée le 1er octobre 1890.
- Les filles ont eu moins de chance, leur école sera décidée en 1911 mais construite après la Première Guerre mondiale. Depuis 1805, l'éducation des filles était confiée à des institutrices indépendantes (dans des lieux divers et changeants) et à partir de 1827, en parallèle, dans l'Institution Saint-Joseph (au couvent des Capucins) qui existe encore comme école catholique privée. La mixité érigée en 1976 et la chute des effectifs font regrouper tous les élèves du public dans l'école de filles (actuellement 5 classes).
- Depuis 1893, Puy-l'Évêque est doté d'un cours complémentaire et début 1960 des bâtiments furent construits sur des terrains agricoles jouxtant l'école de garçons et le cimetière pour y abriter le collège, CEG en 1960 et CES en 1971.

### Manifestations culturelles et festivités
- Promenades en gabare électrique
- Fête de la Musique, en juin, divers orchestres disséminés dans le village
- Festival de l'Insolite, en juillet 2013 sur le thème des Années Folles
- Festiv'vals de Puy-l'Évêque (théâtre) fin juillet
- Salon de Brocante et Antiquités (en 2012, le 4 et 5 août)
- Fête votive début août (concerts, bals, embrasement du village médiéval, concours de pétanque, Grand Prix cycliste avec 28 montées du village)
- Fête du vin en août
- Nombreuses expositions dans les locaux de la mairie ou de l'Office de tourisme
- Nombreux concerts en saison estivale
- Nombreuses représentations surtout sur la saison estivale

### Sports
- Le parc des sports comprend des terrains pour le rugby et le football, quatre courts de tennis, un golf miniature, un skatepark et une piscine.
- Le gymnase est dans le collège.
- L'équipe de rugby à XV, le Rugby du canton Puy-l'Évêquois (RCP)[38]
- Le club de plongée[39]

### Santé
- La commune possède une maison de retraite, Les Lavandes (logée dans l'ancien hôpital) et une résidence de logements-foyer, Rémy-Barthélémy.

## Économie

### Revenus
En 2018, la commune compte 914 ménages fiscaux, regroupant 1 778 personnes. La médiane du revenu disponible par unité de consommation est de 19 540 € (20 740 € dans le département).

### Emploi
|                | 2008  | 2013   | 2018   |
| -------------- | ----- | ------ | ------ |
| Commune        | 9,5 % | 10,1 % | 12,5 % |
| Département    | 7,3 % | 8,9 %  | 9,6 %  |
| France entière | 8,3 % | 10 %   | 10 %   |

En 2018, la population âgée de 15 à 64 ans s'élève à 992 personnes, parmi lesquelles on compte 70,5 % d'actifs (58 % ayant un emploi et 12,5 % de chômeurs) et 29,5 % d'inactifs,. Depuis 2008, le taux de chômage communal (au sens du recensement) des 15-64 ans est supérieur à celui de la France et du département.
La commune est hors attraction des villes,. Elle compte 831 emplois en 2018, contre 918 en 2013 et 944 en 2008. Le nombre d'actifs ayant un emploi résidant dans la commune est de 592, soit un indicateur de concentration d'emploi de 140,5 % et un taux d'activité parmi les 15 ans ou plus de 41,5 %.
Sur ces 592 actifs de 15 ans ou plus ayant un emploi, 327 travaillent dans la commune, soit 55 % des habitants. Pour se rendre au travail, 77,9 % des habitants utilisent un véhicule personnel ou de fonction à quatre roues, 1,7 % les transports en commun, 9,4 % s'y rendent en deux-roues, à vélo ou à pied et 11 % n'ont pas besoin de transport (travail au domicile).

### Activités hors agriculture

#### Secteurs d'activités
167 établissements sont implantés  à Puy-l'Évêque au 31 décembre 2019. Le tableau ci-dessous en détaille le nombre par secteur d'activité et compare les ratios avec ceux du département,.
| Secteur d'activité                                                                                        | Commune | Commune | Département |
| Secteur d'activité                                                                                        | Nombre  | %       | %           |
| --- | ------- | ------- | ----------- |
| Ensemble                                                                                                  | 167     | 100 %   | (100 %)     |
| Industrie manufacturière, industries extractives et autres                                                | 11      | 6,6 %   | (14 %)      |
| Construction                                                                                              | 24      | 14,4 %  | (13,9 %)    |
| Commerce de gros et de détail, transports, hébergement et restauration                                    | 62      | 37,1 %  | (29,9 %)    |
| Information et communication                                                                              | 5       | 3 %     | (1,8 %)     |
| Activités financières et d'assurance                                                                      | 4       | 2,4 %   | (2,8 %)     |
| Activités immobilières                                                                                    | 8       | 4,8 %   | (3,5 %)     |
| Activités spécialisées, scientifiques et techniques et activités de services administratifs et de soutien | 19      | 11,4 %  | (13,5 %)    |
| Administration publique, enseignement, santé humaine et action sociale                                    | 20      | 12 %    | (12 %)      |
| Autres activités de services                                                                              | 14      | 8,4 %   | (8,7 %)     |

Le secteur du commerce de gros et de détail, des transports, de l'hébergement et de la restauration est prépondérant sur la commune puisqu'il représente 37,1 % du nombre total d'établissements de la commune (62 sur les 167 entreprises implantées  à Puy-l'Évêque), contre 29,9 % au niveau départemental.

#### Entreprises et commerces
Les cinq entreprises ayant leur siège social sur le territoire communal qui génèrent le plus de chiffre d'affaires en 2020 sont : 
- Marcouly - MBL, construction de routes et autoroutes (15 488 k€)
- Leode, supermarchés (6 035 k€)
- Metal Formage, découpage, emboutissage (2 831 k€)
- EURL Pharmacie Christophe Pouzargue, commerce de détail de produits pharmaceutiques en magasin spécialisé (2 266 k€)
- Exploit Hydro Massif Central, production d'électricité (889 k€)

Le tourisme et le vignoble sont les deux piliers de l'économie de Puy-l'Évêque.
- Avec trois hôtels (un « trois étoiles » et deux « deux étoiles »), de nombreux restaurants, bars et crêperie, le village médiéval est ouvert au tourisme. Aux alentours, villages de vacances et campings, gîtes et chambres d'hôtes sont également nombreux. La navigation de plaisance sur le Lot devrait amener un surcroît de touristes. À noter que les résidences secondaires représentent 19,1 % des logements[I 5].
- Concernant le vignoble, en 2000, sur 507 ha de surface agricole utilisée (SAU), près de 75 % étaient en vignoble, fruits et légumes, soit 379 ha[I 18].
- Le commerce traditionnel se réduit comme partout mais les artisans (boulangers, bouchers, coiffeurs, réparation automobile ou agricole, BTP) et les services (banques, assurances, agences immobilières) se maintiennent.
- L'industrie est peu présente mais « Porcelaine du Lot Virebent » en est la digne représentante avec une production traditionnelle en grès, porcelaine et faïence. Elle a obtenu le label « Entreprise du Patrimoine vivant »[41].

### Agriculture
La commune est dans la vallée du Lot », une petite région agricole s'étendant d'est en ouest et de part et d'autre du cours du Lot, particulièrement réputée pour ses vignes, celles du vignoble de Cahors plus précisément. En 2020, l'orientation technico-économique de l'agriculture  sur la commune est la viticulture.
|               | 1988 | 2000 | 2010 | 2020 |
| ------------- | ---- | ---- | ---- | ---- |
| Exploitations | 66   | 53   | 42   | 37   |
| SAU (ha)      | 880  | 822  | 708  | 836  |

Le nombre d'exploitations agricoles en activité et ayant leur siège dans la commune est passé de 66 lors du recensement agricole de 1988  à 53 en 2000 puis à 42 en 2010 et enfin à 37 en 2020, soit une baisse de 44 % en 32 ans. Le même mouvement est observé à l'échelle du département qui a perdu pendant cette période 60 % de ses exploitations,. La surface agricole utilisée sur la commune a également diminué, passant de 880 ha en 1988 à 836 ha en 2020. Parallèlement la surface agricole utilisée moyenne par exploitation a augmenté, passant de 13 à 23 ha.

## Culture locale et patrimoine

### Lieux et monuments

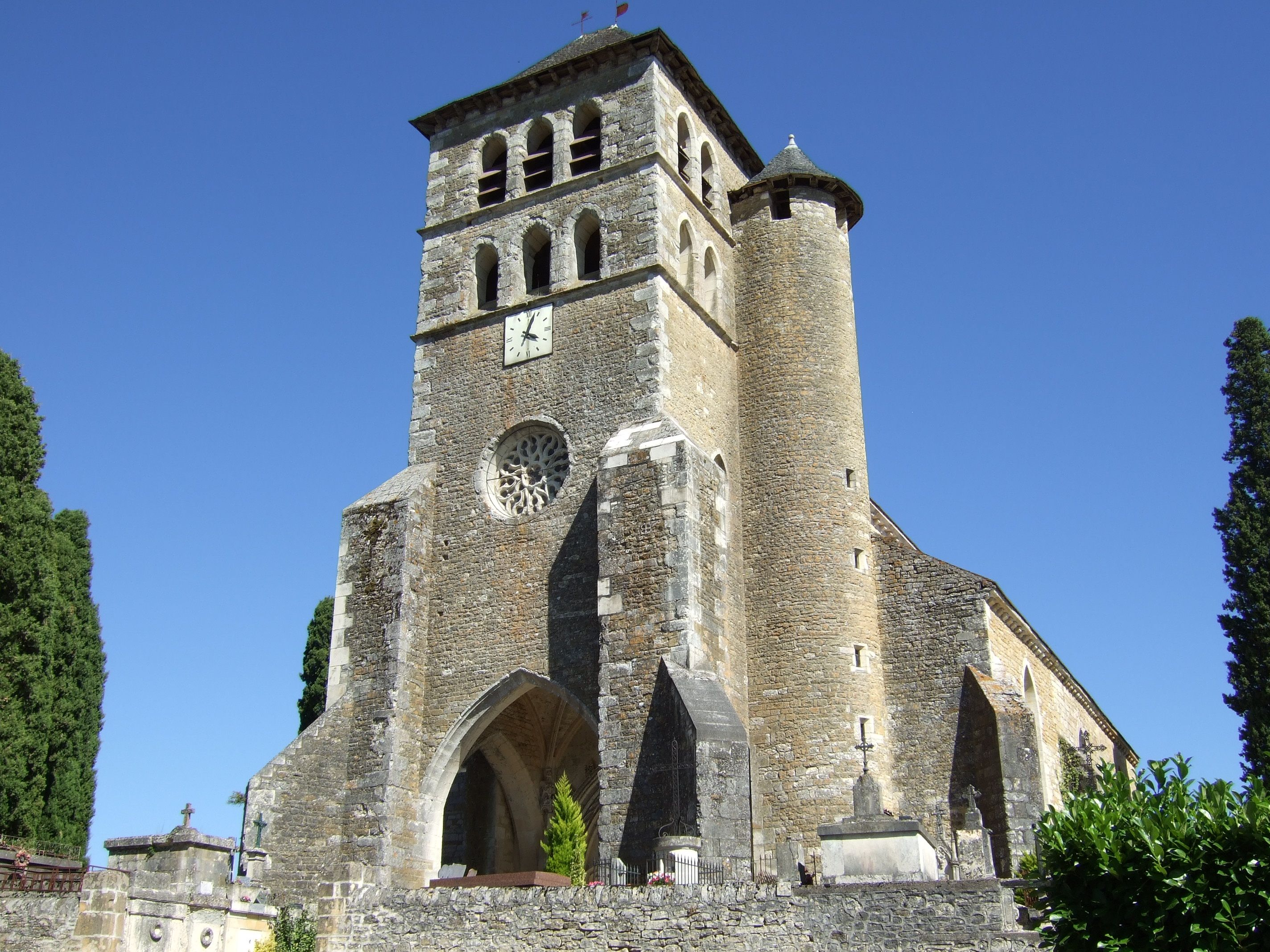
Face de l'église Saint-Sauveur.

- Église Saint-Sauveur. Le clocher, la double porte d'entrée et l'escalier qui conduit aux étages du clocher ont été classés au titre des monuments historiques en 1912[46]. L'Église, sauf les parties classées a été inscrit au titre des monuments historiques en 1925[46]. Elle a été construite, sur un édifice plus ancien, du XIVe au XVIe siècle. Consacrée en 1392 mais achevée en 1590, elle a été restaurée de 1877 à 1880 à la suite de l'effondrement de la voûte nord. Le chevet plat sera remplacé par une abside pentagonale[47].
- Église Saint-Pierre-ès-Liens de Martignac[48]. L'édifice a été classé au titre des monuments historiques en 1943[49]. Construite au XIIIe siècle, cette église romane est dotée d'une nef unique et d'une abside en cul-de-four. Le clocher a été transformé aux XVIIe et XIXe siècles et les murs percés d'ouvertures. À la fin du XVe siècle, l'intérieur a été décoré de peintures murales exceptionnellement riches : sur la voûte de l'abside, Dieu le Père et une représentation des Quatre Évangélistes, sur le mur de l'abside, les sept Vertus, sur le mur nord, les sept péchés capitaux en route pour l'Enfer et sur le mur sud, la Porte de Jérusalem symbolisant le Paradis[50].
- Église Saint-Sernin de Cazes[51]. L'édifice a été inscrit au titre des monuments historiques en 2003[52]. Cette église romane au chevet droit et nef unique, est dédiée à saint Saturnin. Connue au Moyen Âge, elle a été partiellement transformée au XVIIIe siècle (1757 gravé sur la clef de voûte). Fermée en 1995, par sécurité en raison de nombreuses fissures, sa restauration a débuté en 2000 grâce à une association. Rouverte en 2002, on peut y voir des peintures murales datant de la fin du XVe siècle ou début du XVIe[53].
- Église Notre-Dame-de-l'Assomption de Loupiac.
- Église Saint-Pierre-ès-Liens d'Issudel.
- Église Saint-Sulpice de Courbenac. L'édifice est référencé dans la base Mérimée et à l'Inventaire général de la région Occitanie[54].
- Calvaire dans le cimetière autour de l'église, au nord-ouest, et couvert d'un baldaquin, classé depuis 1944[55].
- Chapelle Saint-Michel, ou des Pénitents, et son retable du XVIIe siècle.
- Place de la Truffière, panorama sur le Lot et la rive gauche.
- Donjon du XIIIe siècle vestige du palais épiscopal ; le bâtiment principal, rez-de-chaussée de la mairie, a été surélevé vers 1840 pour y construire des bureaux et la salle de la Terrasse[56].
- Château de Lychairie, demeure de la famille Ychier del Pech, seigneur de Puy-l'Évêque, vassal du comte-évêque de Cahors. A sans doute été construit fin XIIIe/début XIVe à l'initiative dudit évêque[57].
- Castel Renaissance,
- Ancien Presbytère, fin XVe/début XVIe siècle, restauré en 1993-1994.
- Rue Bovila, armoiries du XVe siècle.
- Château Bovila.
- La Cale, ancien port nord et débarcadère du bac avant la construction d'un pont sur le Lot.
- Rue Saint-Sauveur, ancienne rue principale du village médiéval (jusqu'à 1850 environ).
- Grande Rue, rue principale actuelle, tracée en ligne droite vers 1845-50 dans le quartier de la Combe.
- Place du Mercudial, centre du village au Moyen Âge.
- Moulin du XVIIIe siècle reconverti en usine électrique au début du XXe siècle.
- Le Méouré[58], ancienne maison forte datant du XIIIe siècle ayant appartenu aux familles Verrolh, Raffin puis brièvement au XVIIe siècle à la famille Guiscard (famille seigneuriale de Grézels) et à la famille Boscas de 1683 au XIXe siècle. Enfin, la famille Malinie l'acquiert en 1923. Elle a été transformée au XIXe siècle
- Château du Cayrou[58], mentionné dès le XIVe siècle contrôlant jadis le bac de Grézels. À la fin du XVIe siècle une branche cadette de la famille Guiscard s'y installe. Ce château est aujourd'hui au centre d'une exploitation viticole.
- Château de Bar à Courbenac[58], construit au Moyen Âge, vendu en 1505 par la famille Calvayrac descendante des Ychier del Pech, à la famille Bar, riches marchands à Puy-l'Évêque. En 1602, il passe à la troisième branche des Guiscard puis au XIXe siècle aux Campagnac. Transformé au XVIe et au XVIIIe.
- Sentier de grande randonnée GR 36.
- Circuit des Sept Églises.

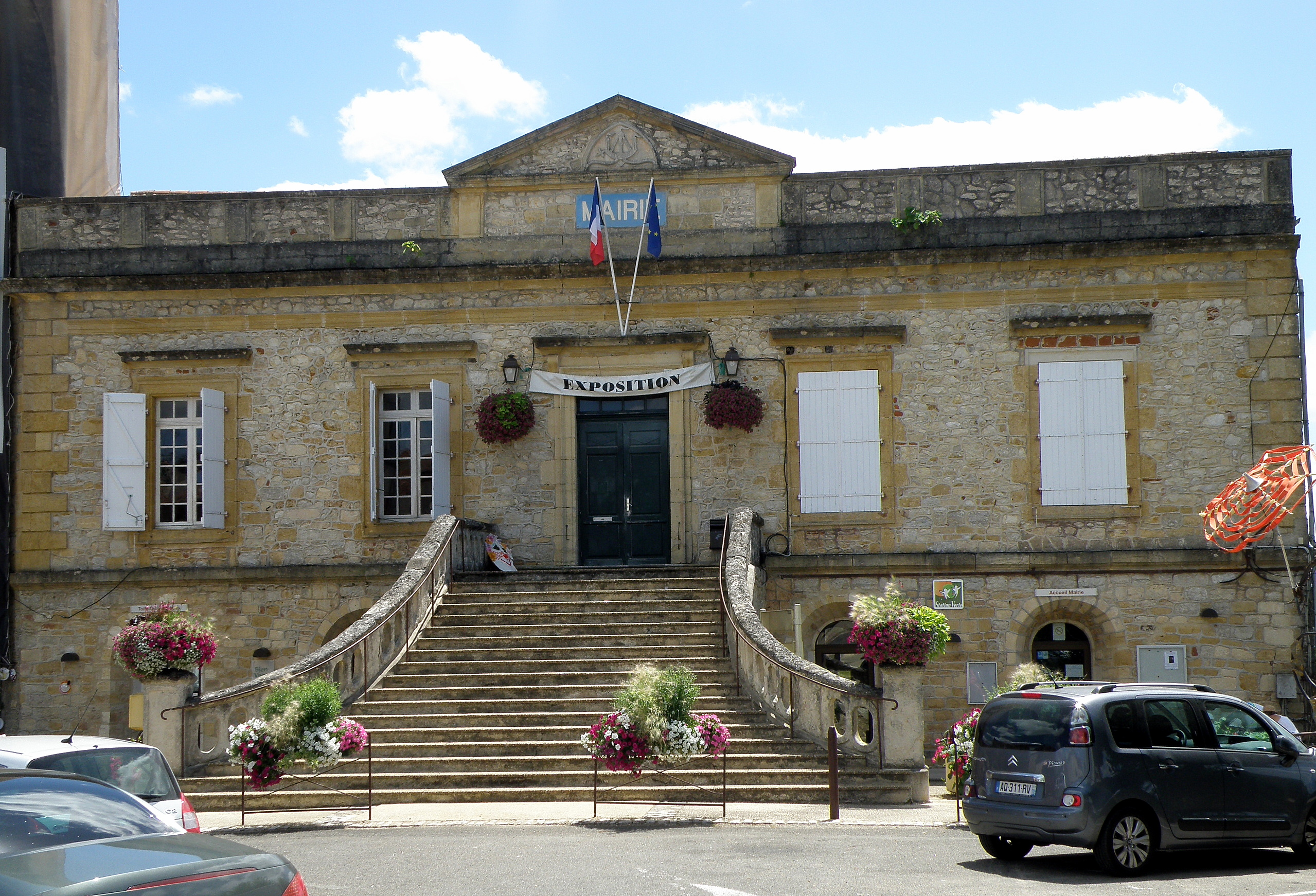
Mairie.
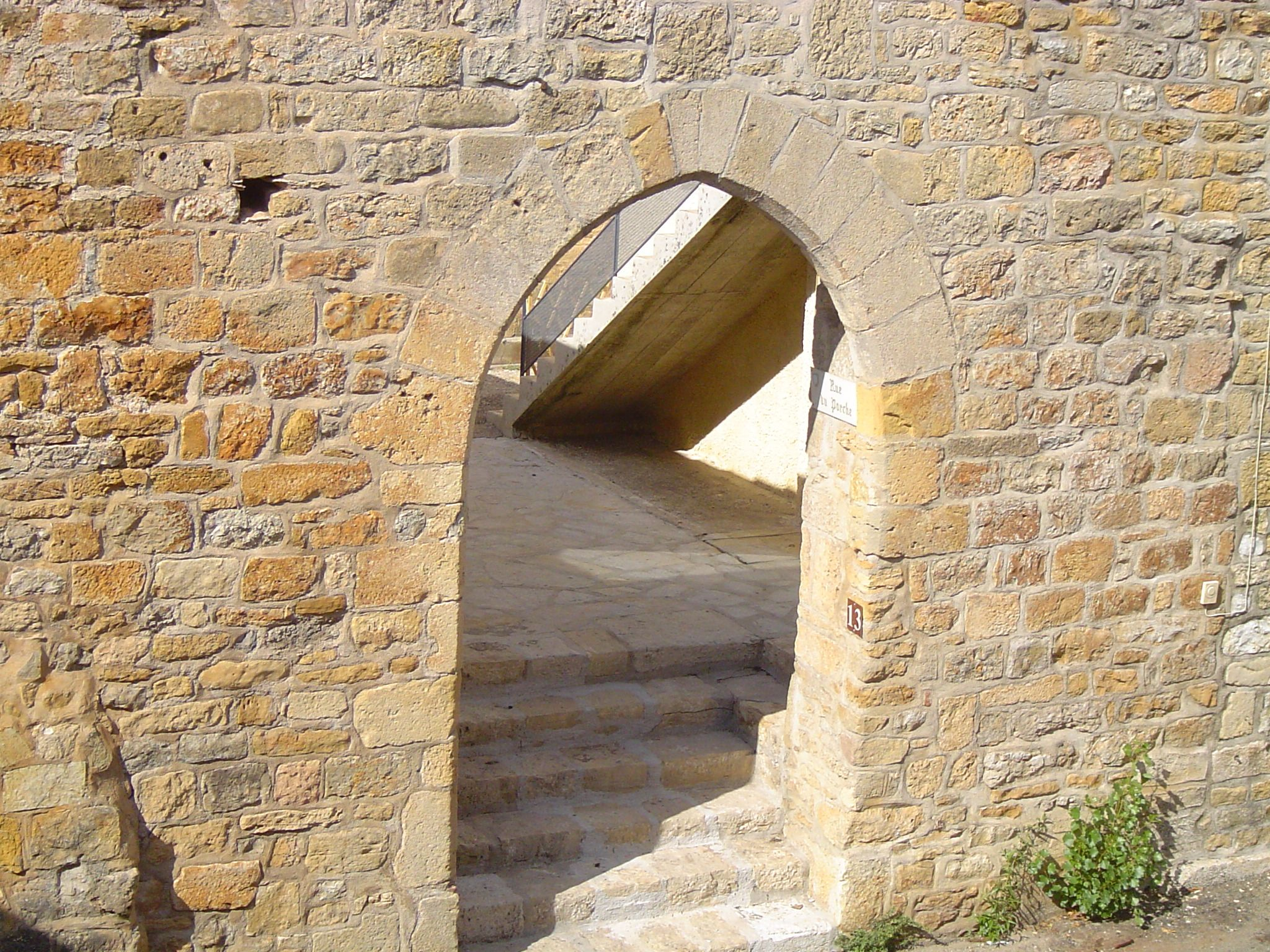
Le porche, ancienne porte du village.
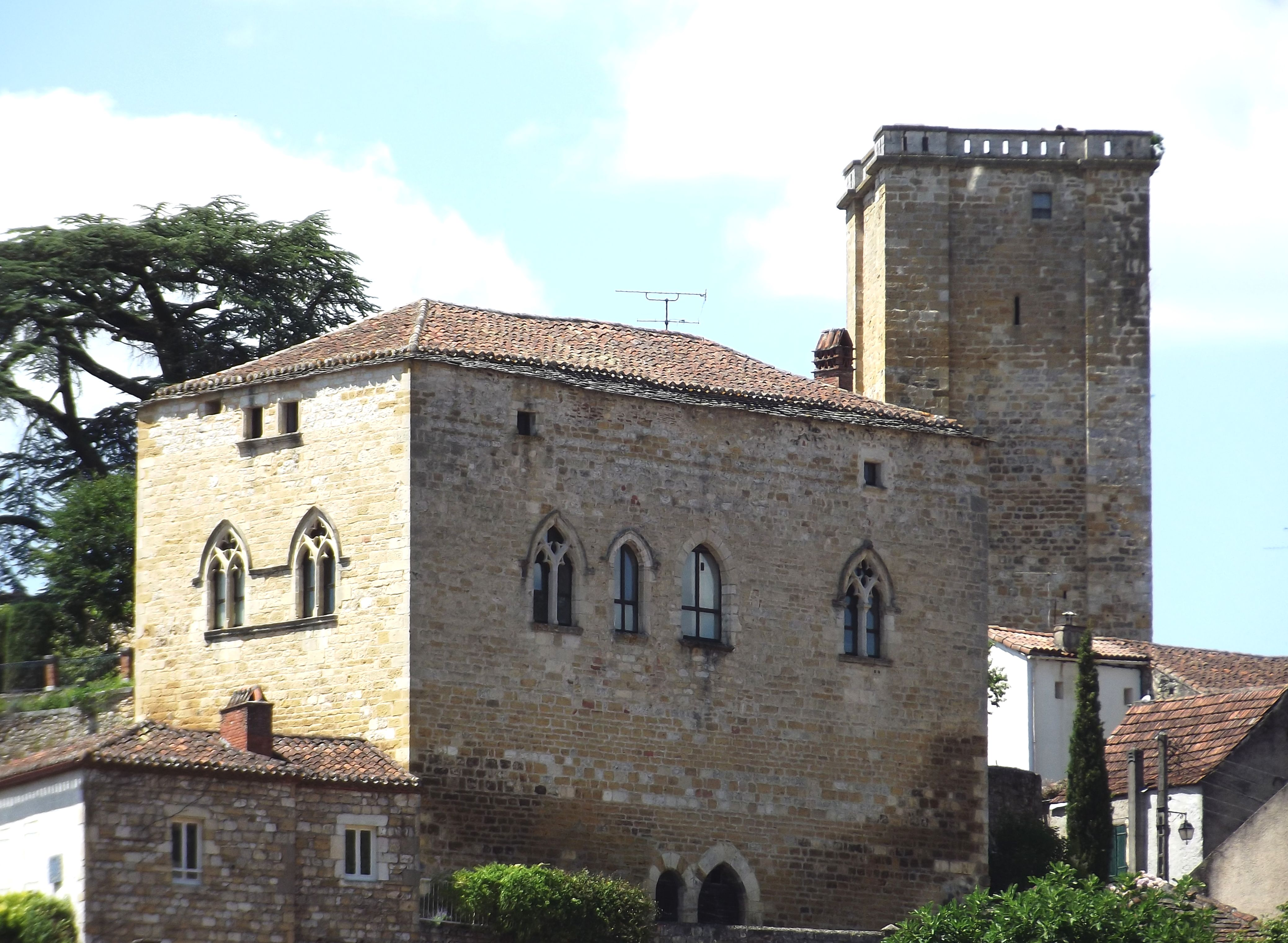
Château de Lychairie.
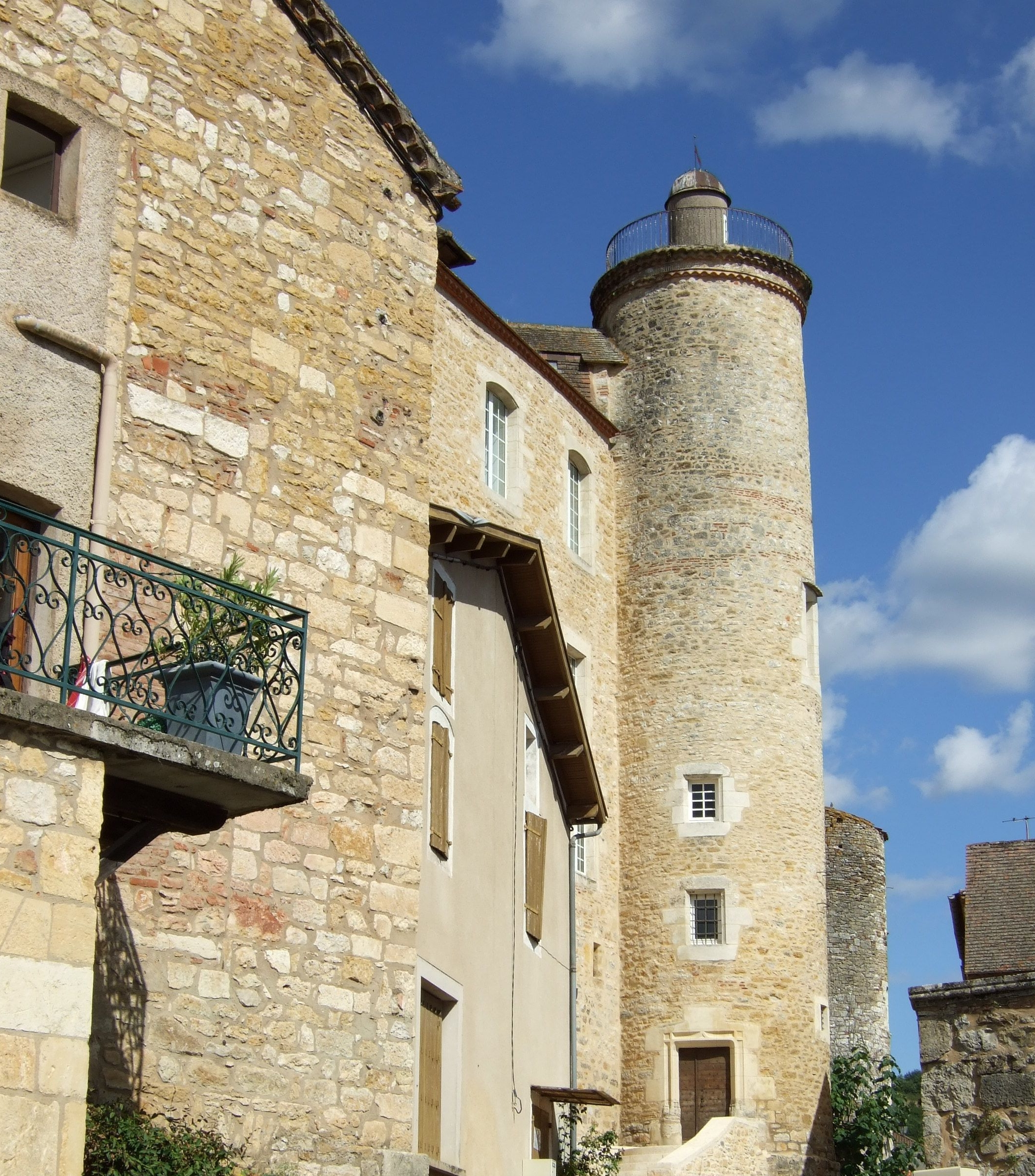
Château Beauregard, dans la tour : l'escalier.
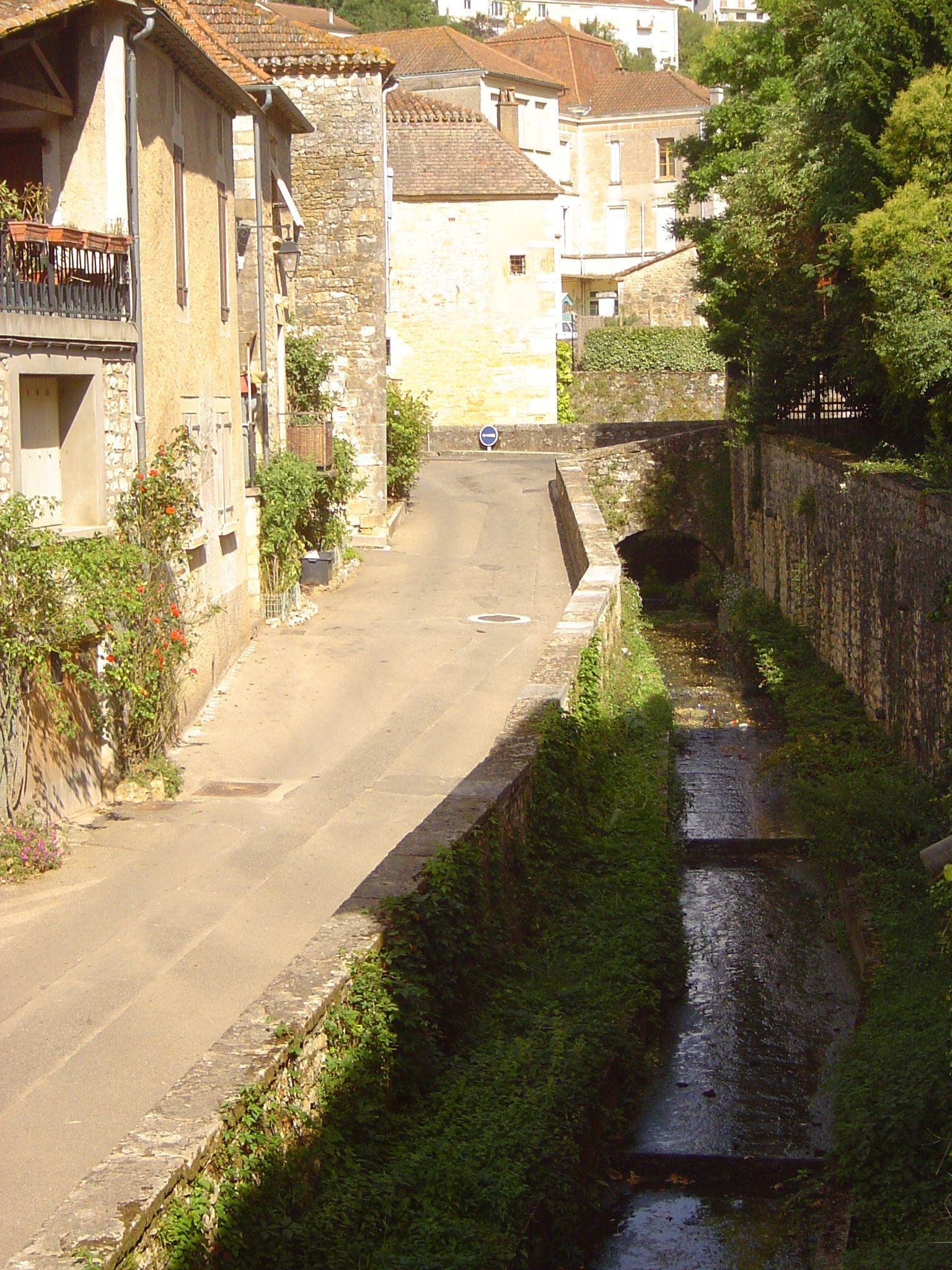
Le ruisseau des Clédelles.
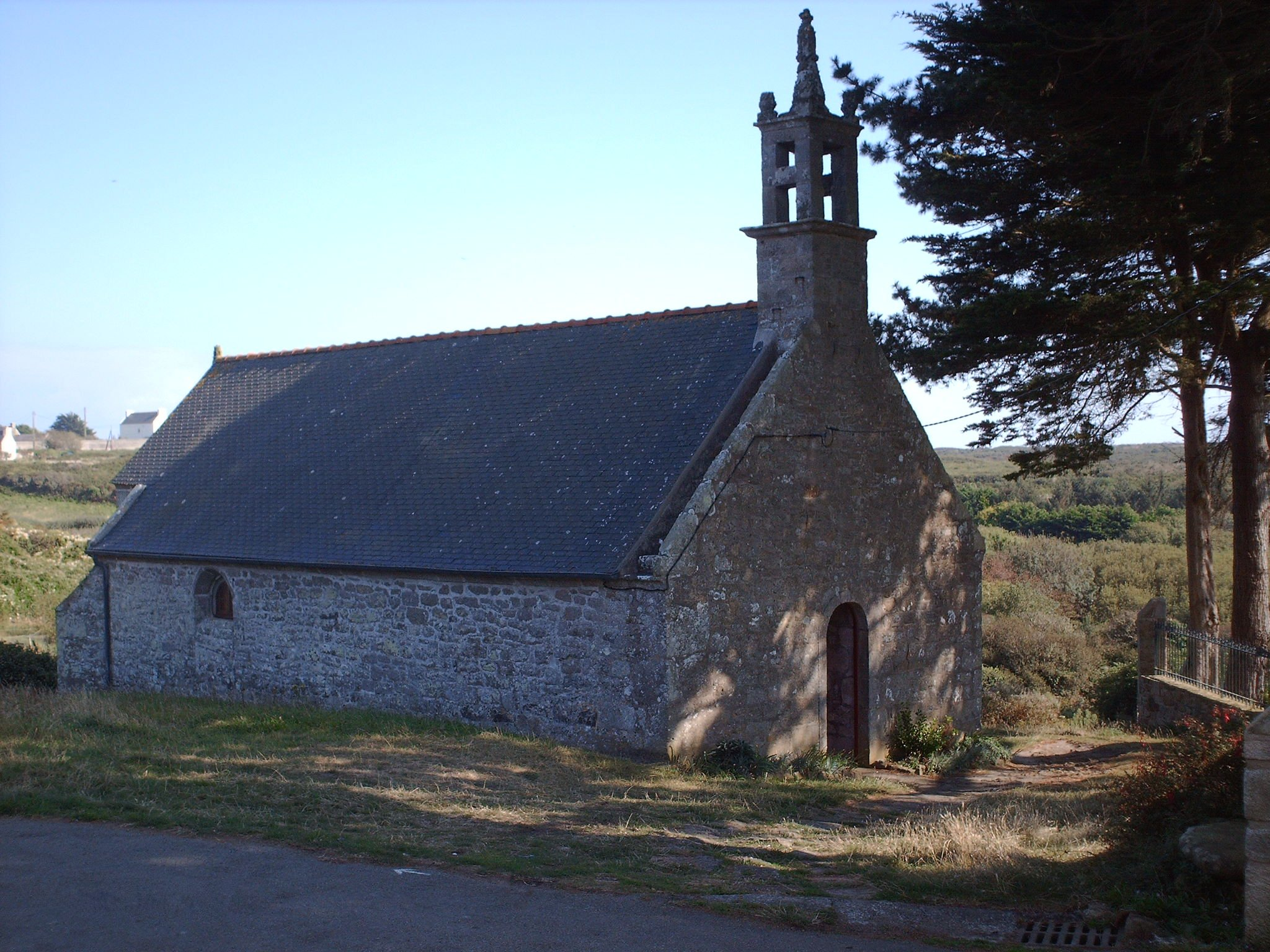
Chapelle Saint-Michel dite des Pénitents.
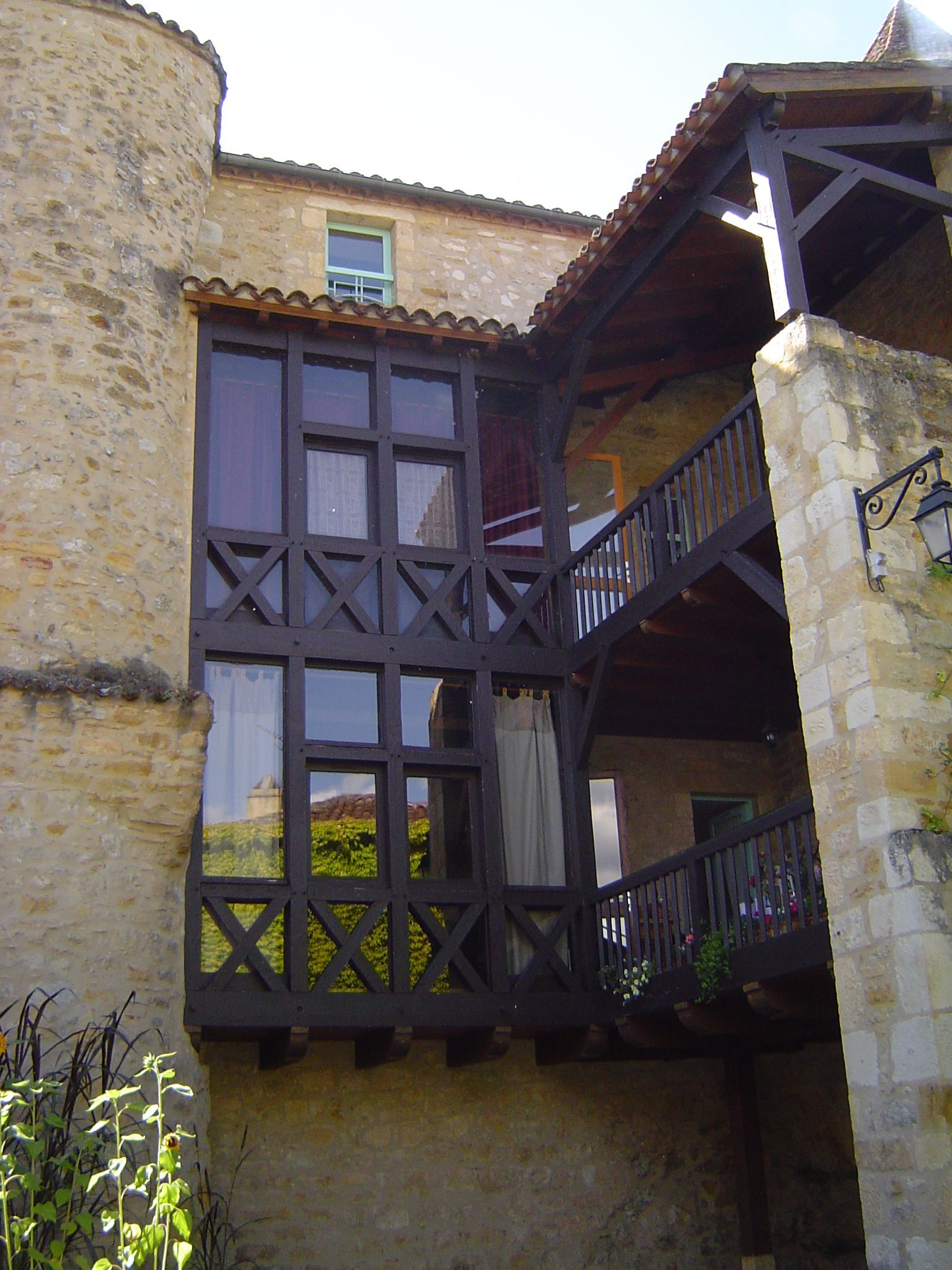
Les balcons de l'ancien presbytère.
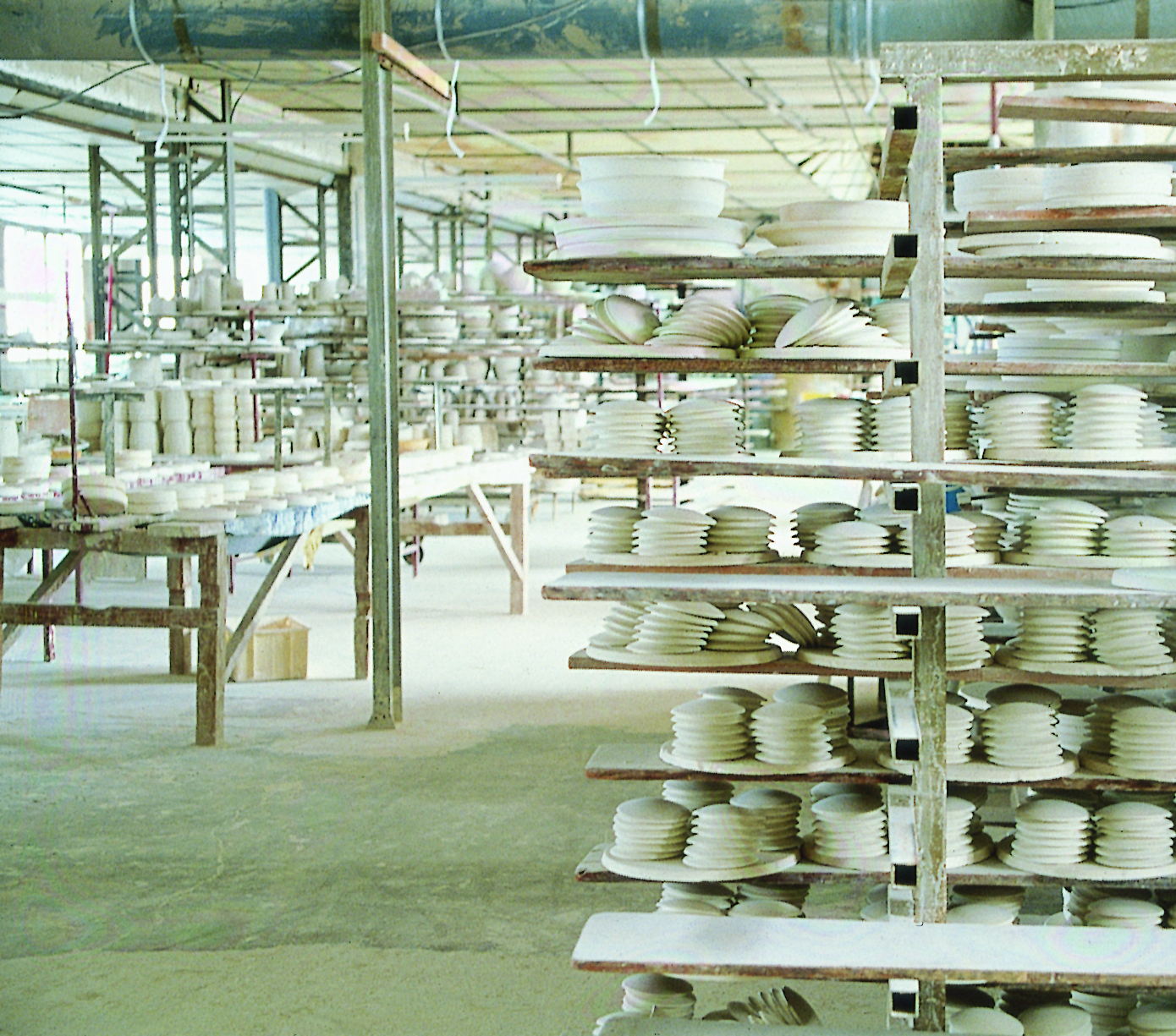
Porcelaine du Lot, Virebent.
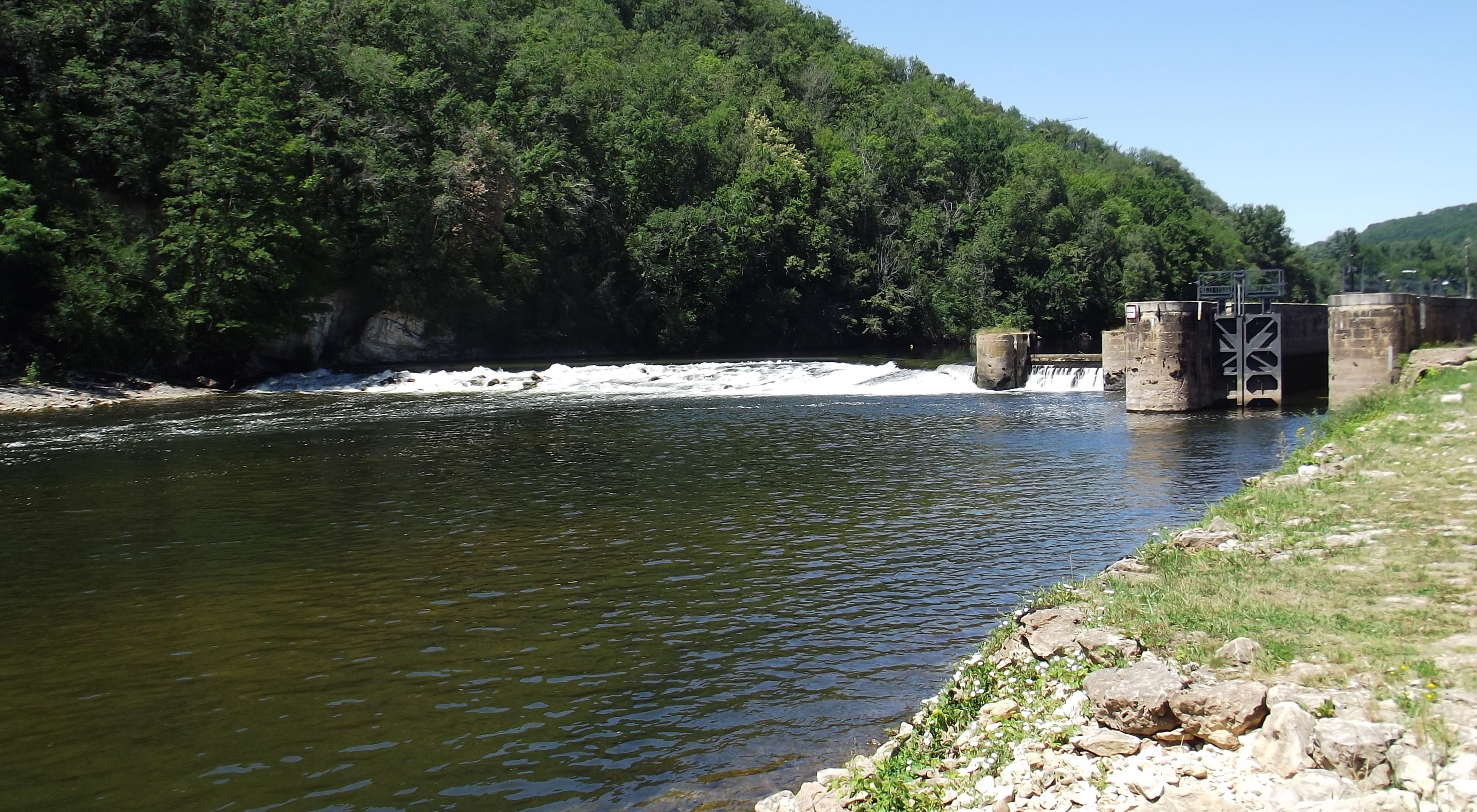
Vue d'ensemble de l'écluse de Campastié.
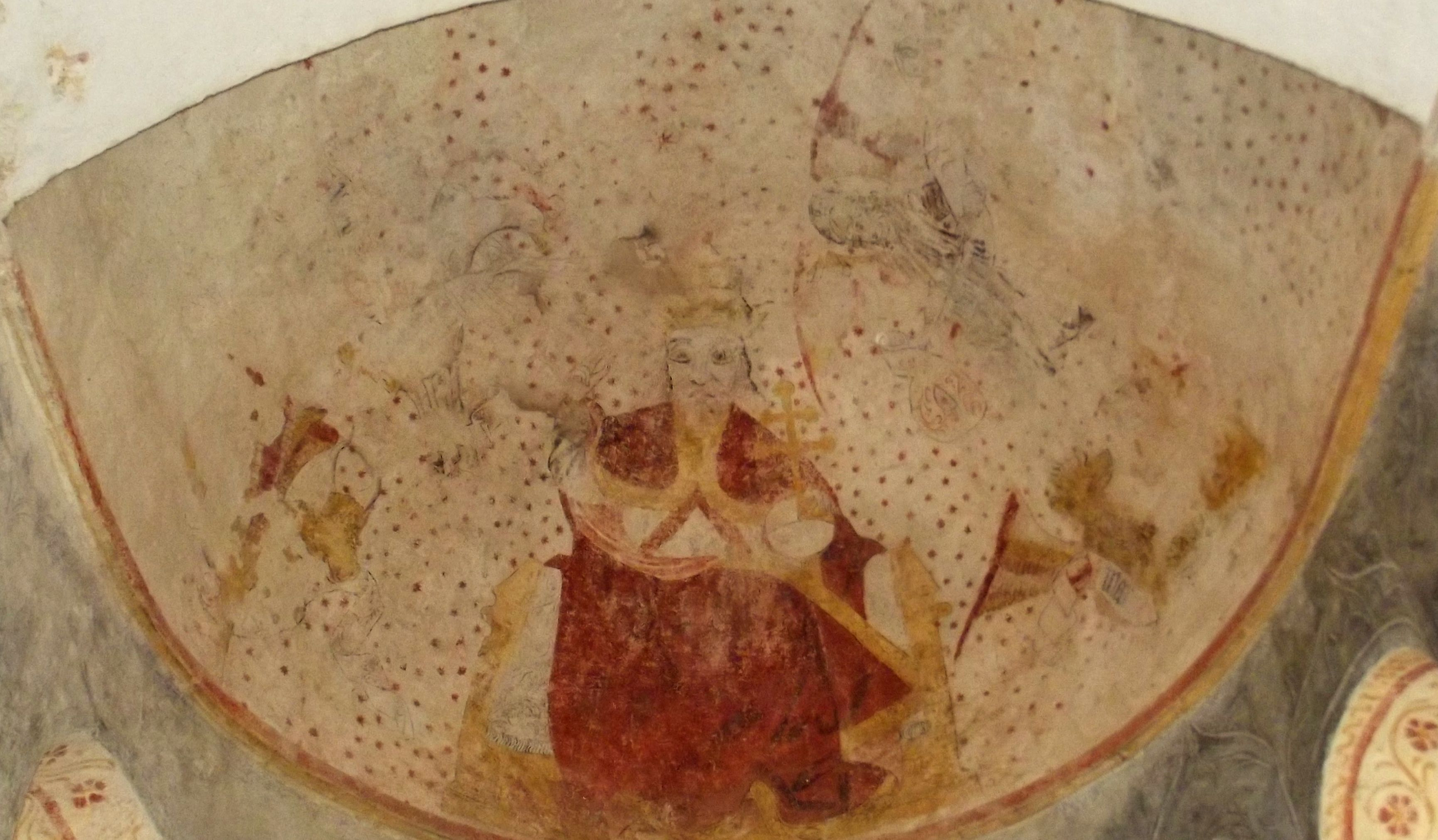
Église de Martignac, fresque sur la voûte de l'abside, Dieu dominant le Monde.
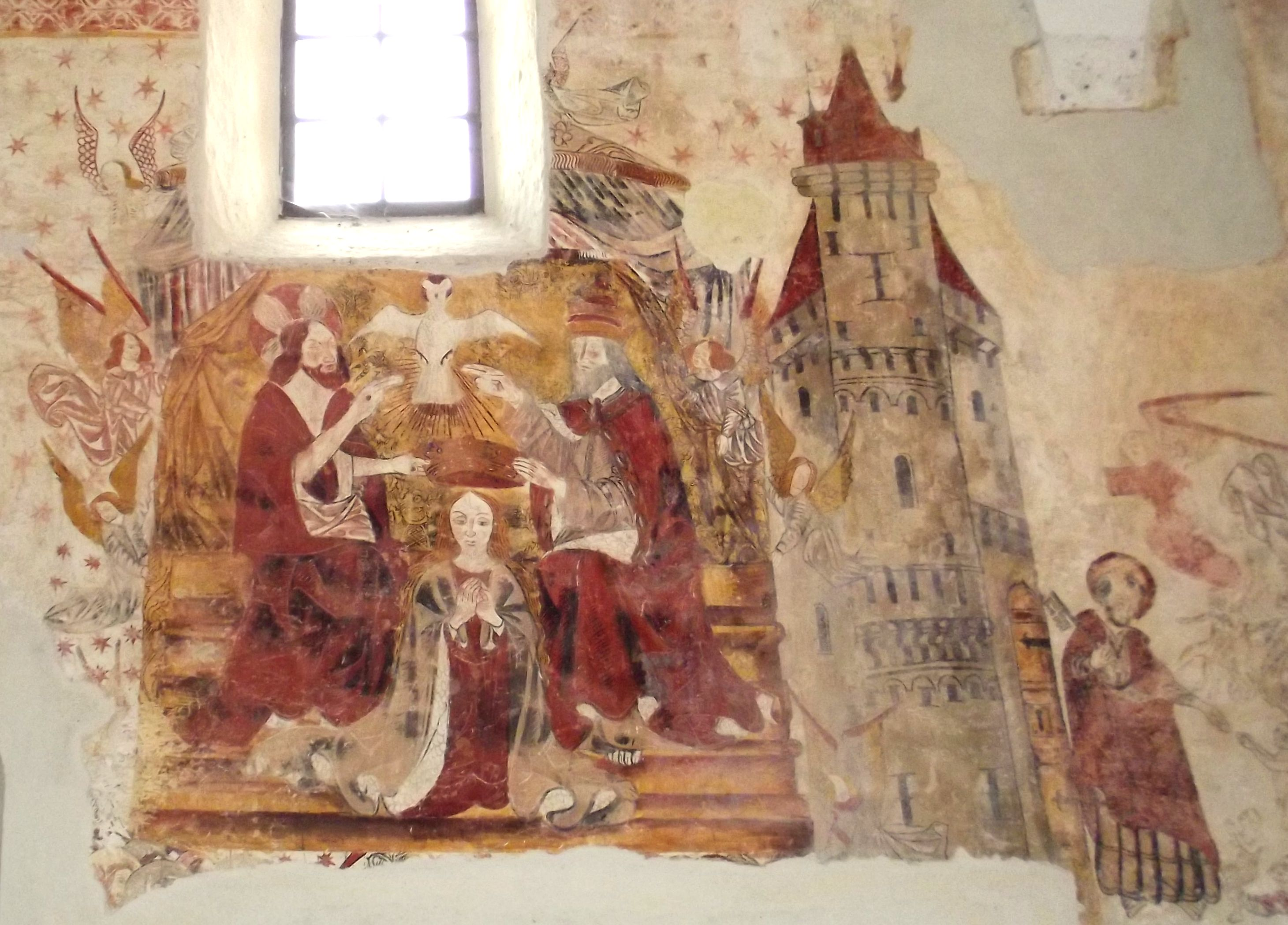
Église de Martignac, fresque sud, Entrée de Jérusalem (= Paradis).
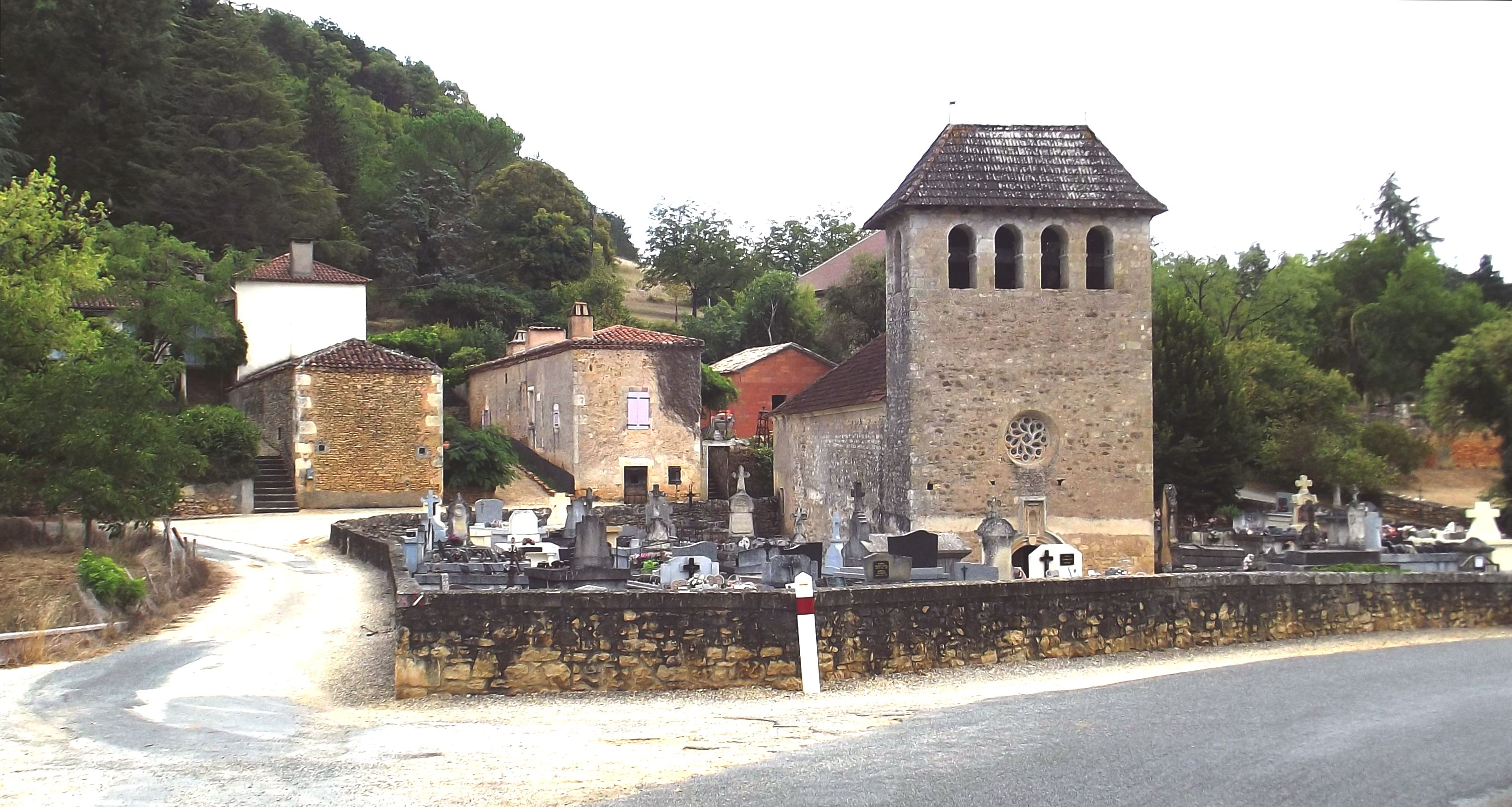
Cazes, Le hameau et son église romane.
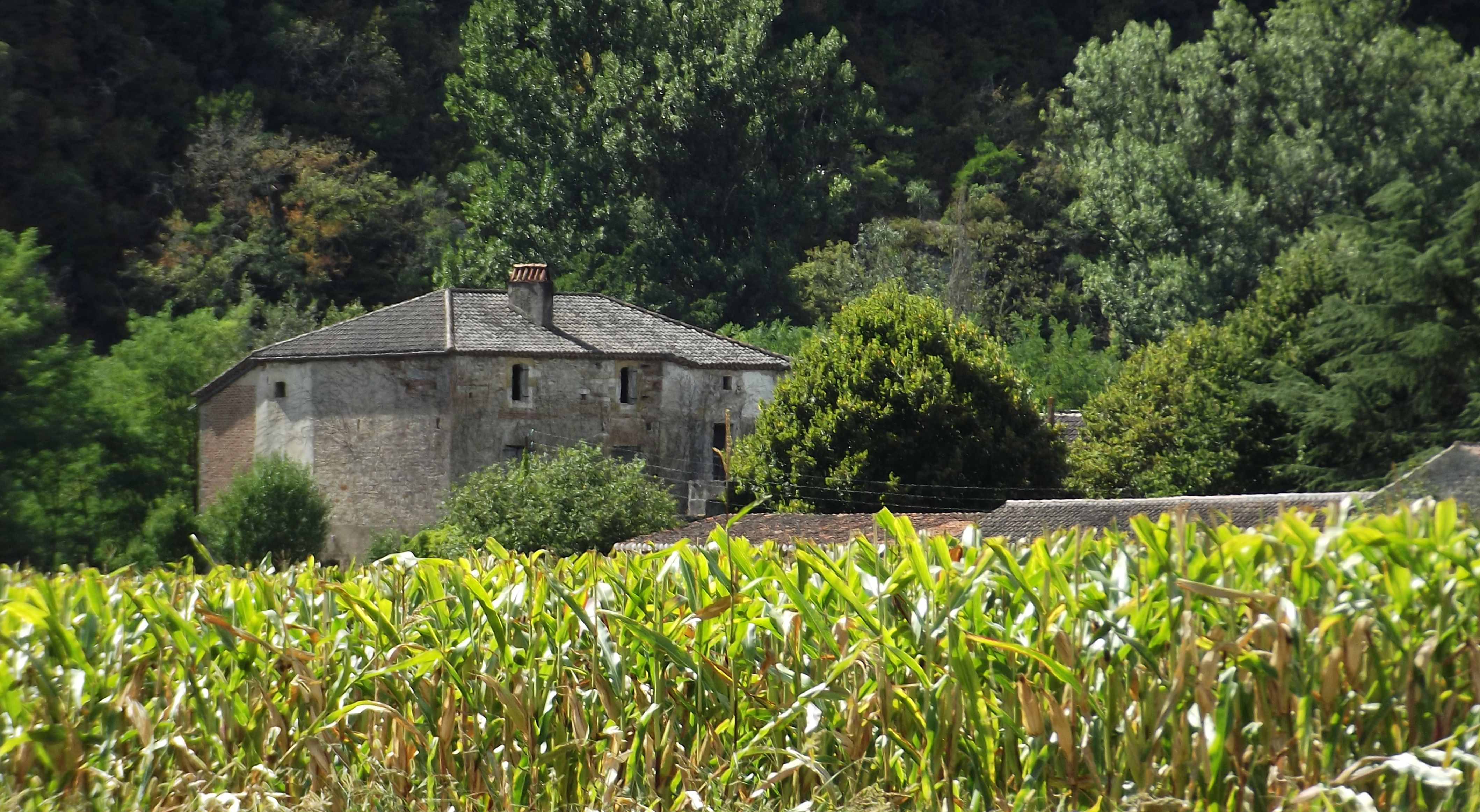
Le Méouré.
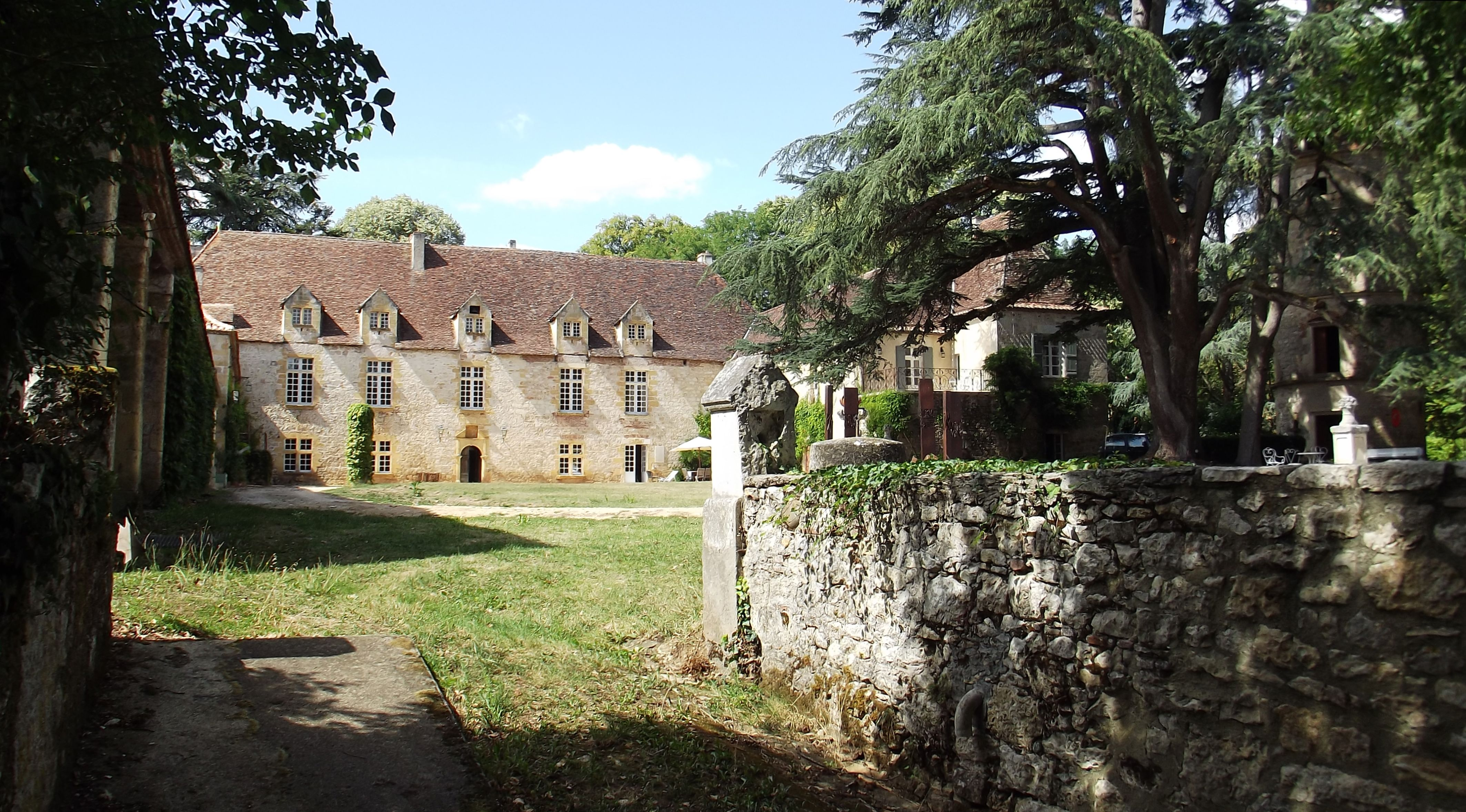
Château du Cayrou.
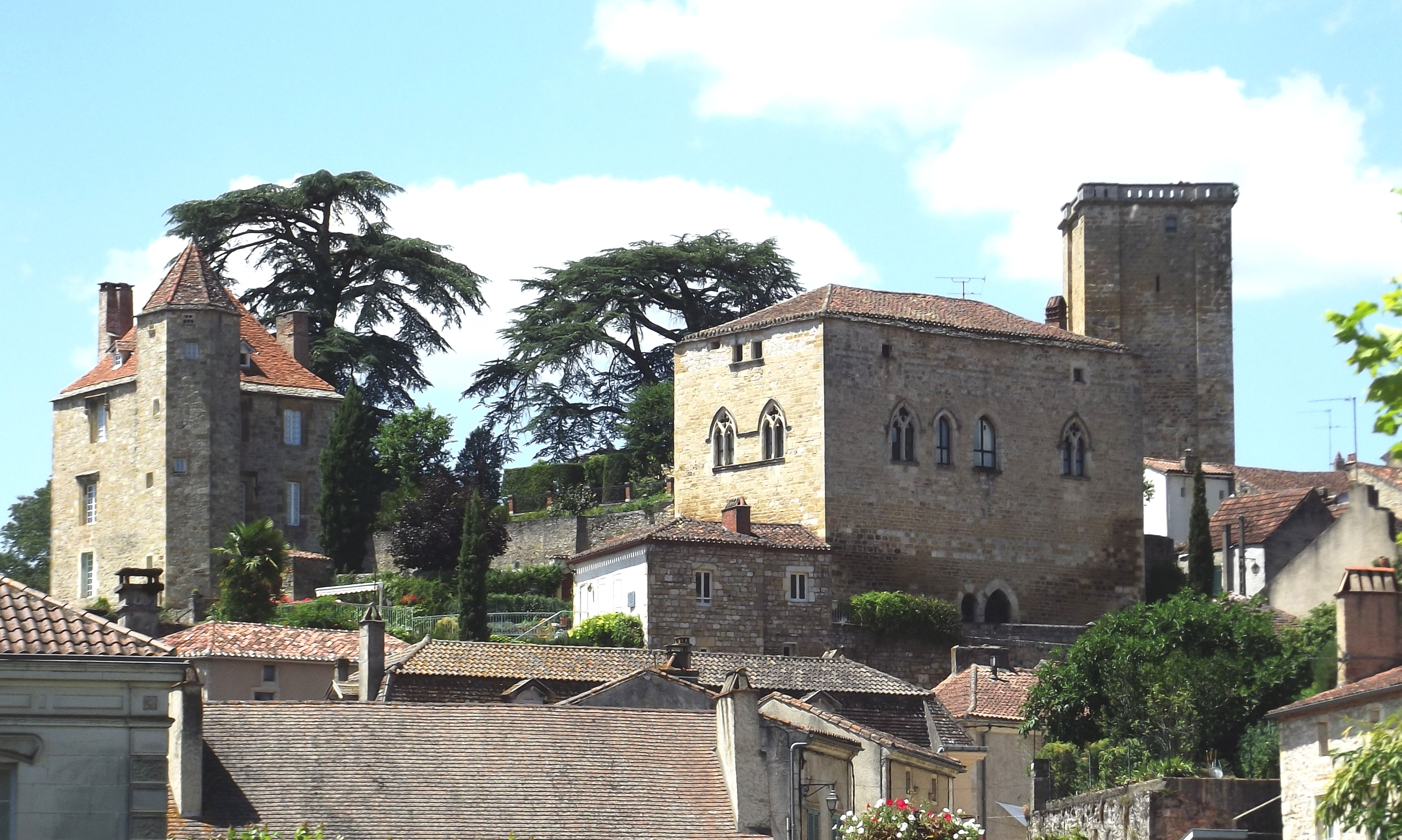
Castel Renaissance, château de Lychairie et tour Carrée.
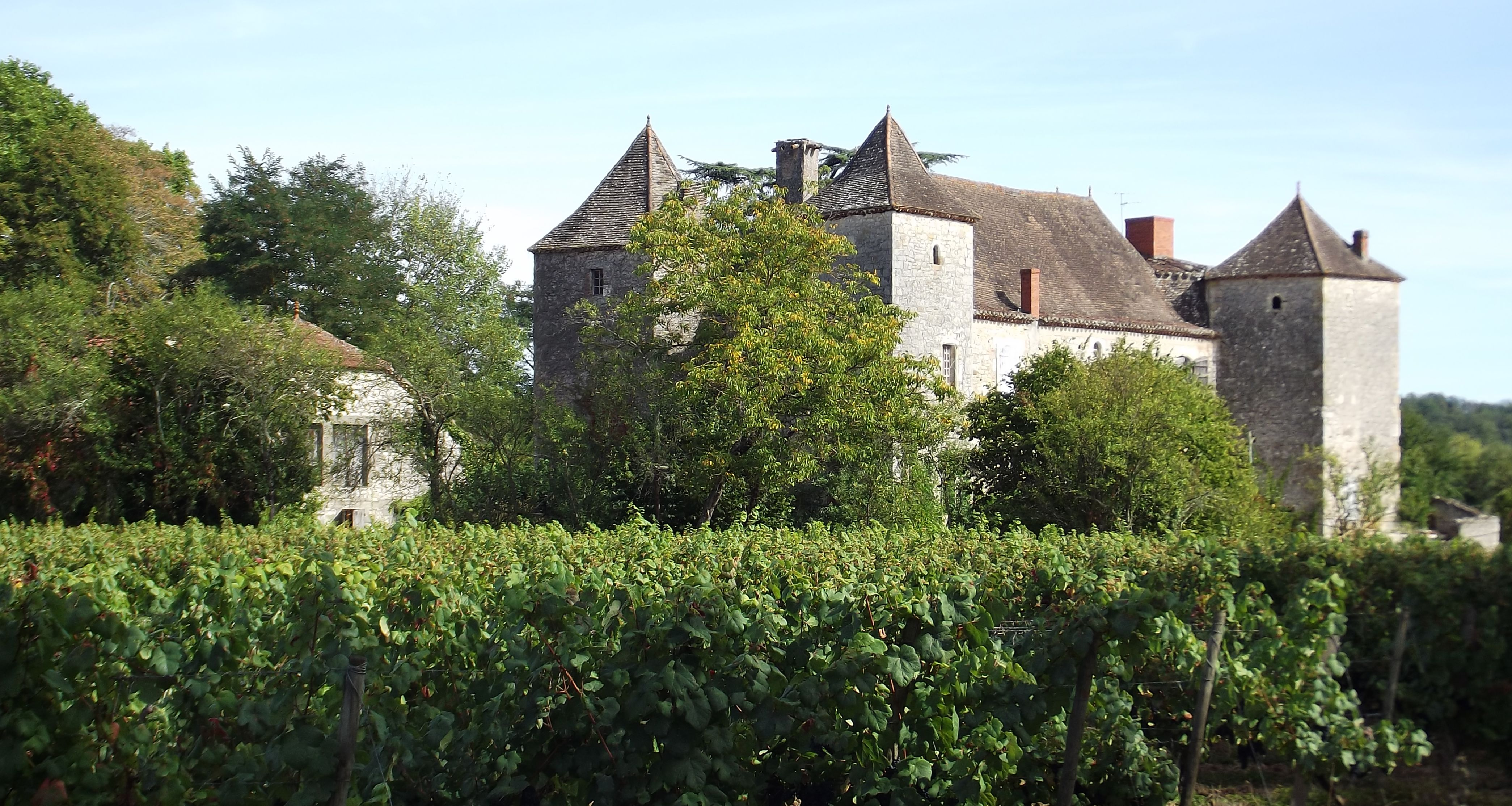
Château de Bar.
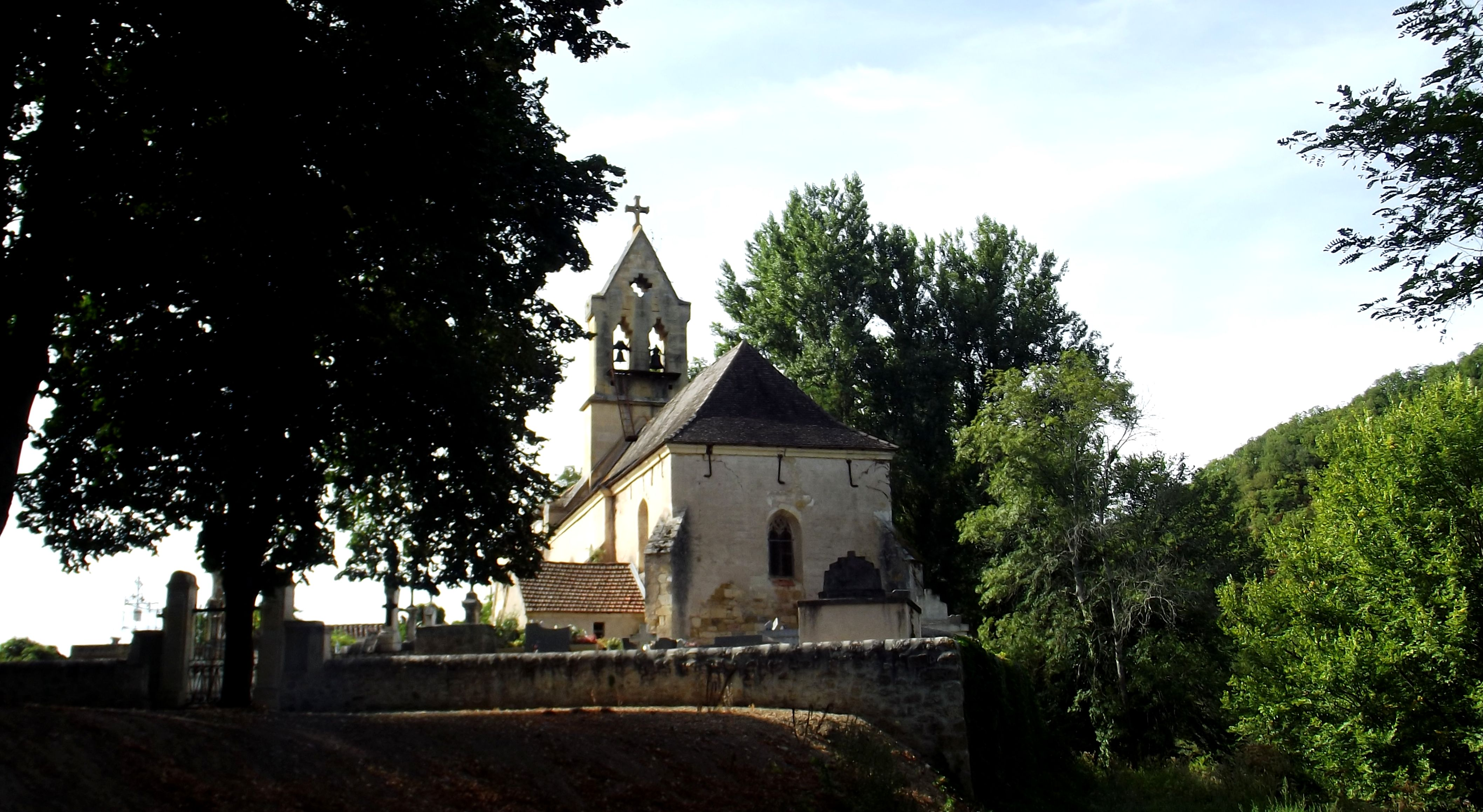
Église de Courbenac.
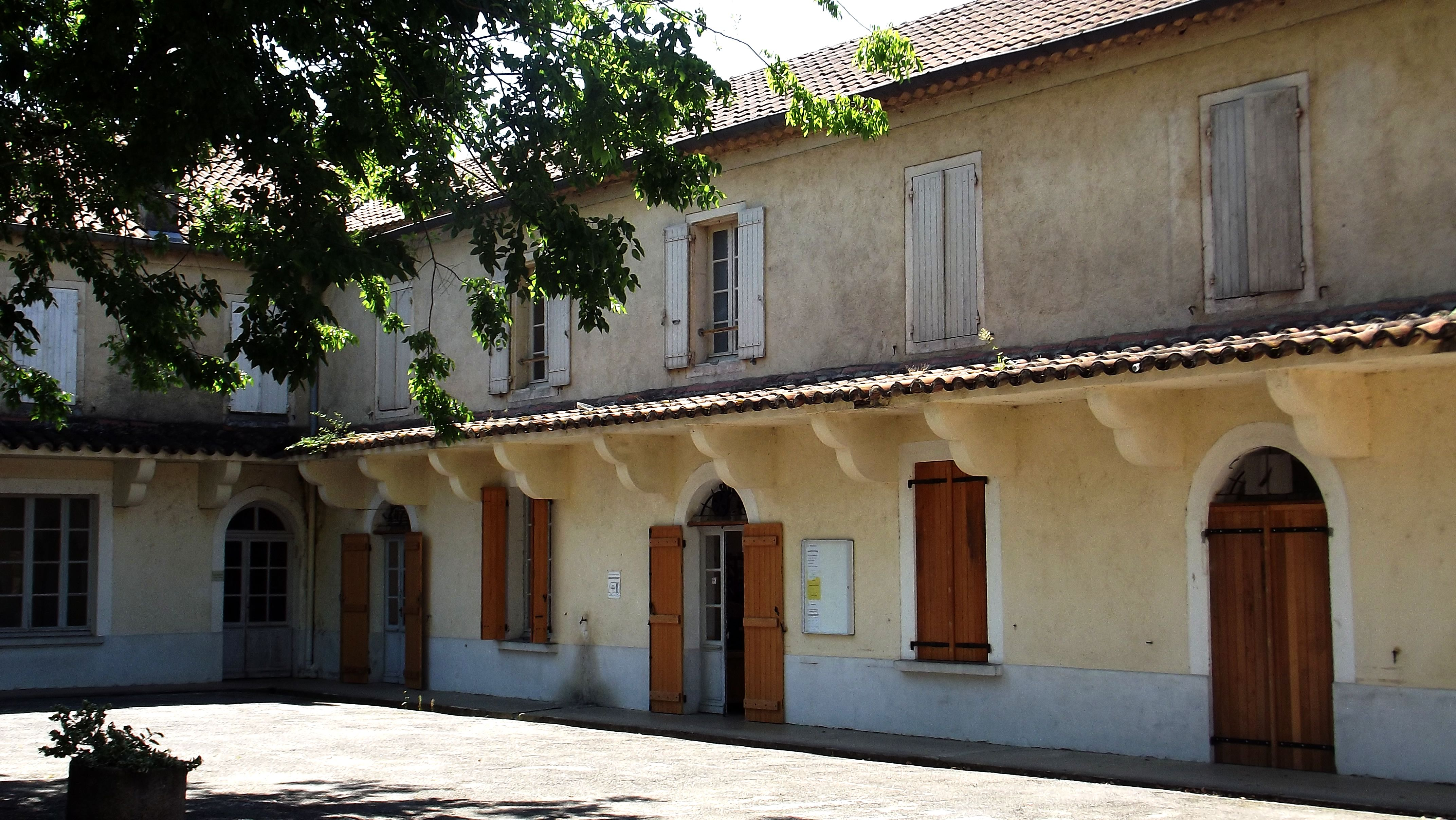
La Médiathèque.
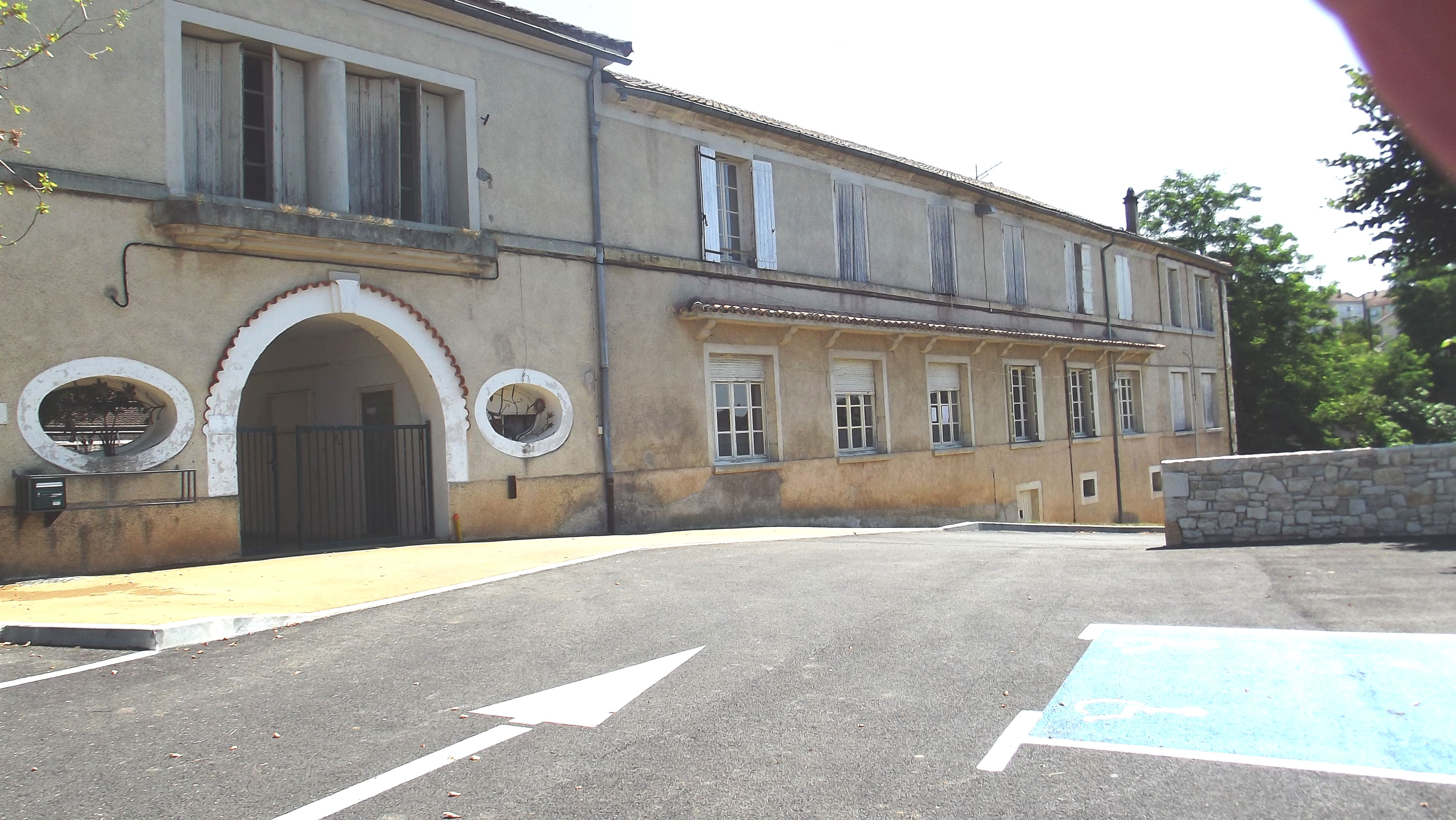
L'ancienne École de garçons.
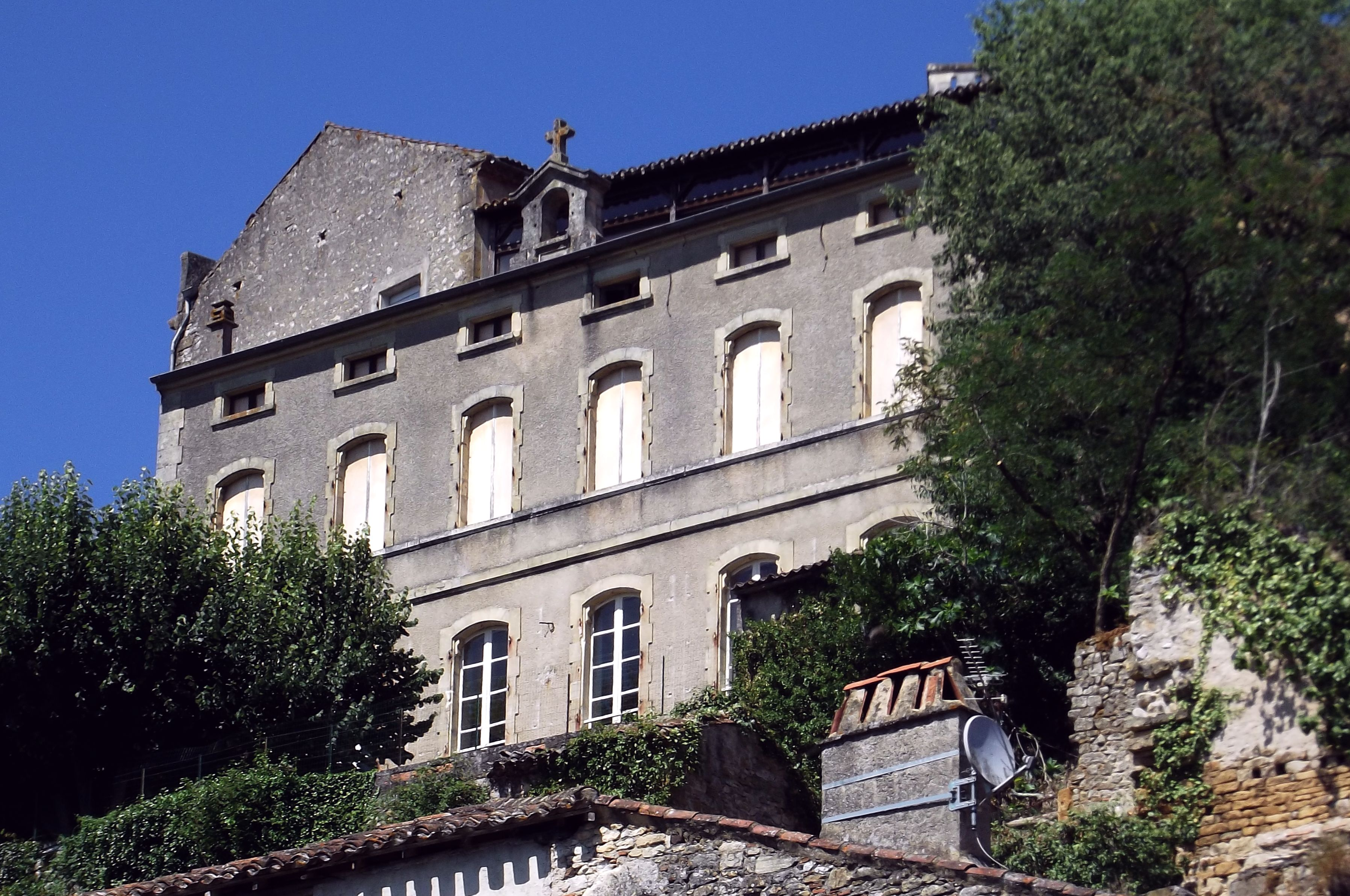
Couvent des Capucins face sud.

### Équipements culturels
- École de peinture pour amateurs
- Atelier de dessin et peinture
- Galeries privées
- École de musique
- Union musicale
- Cours de danse
- Amis de l'orgue
- Théâtre de verdure (2012)

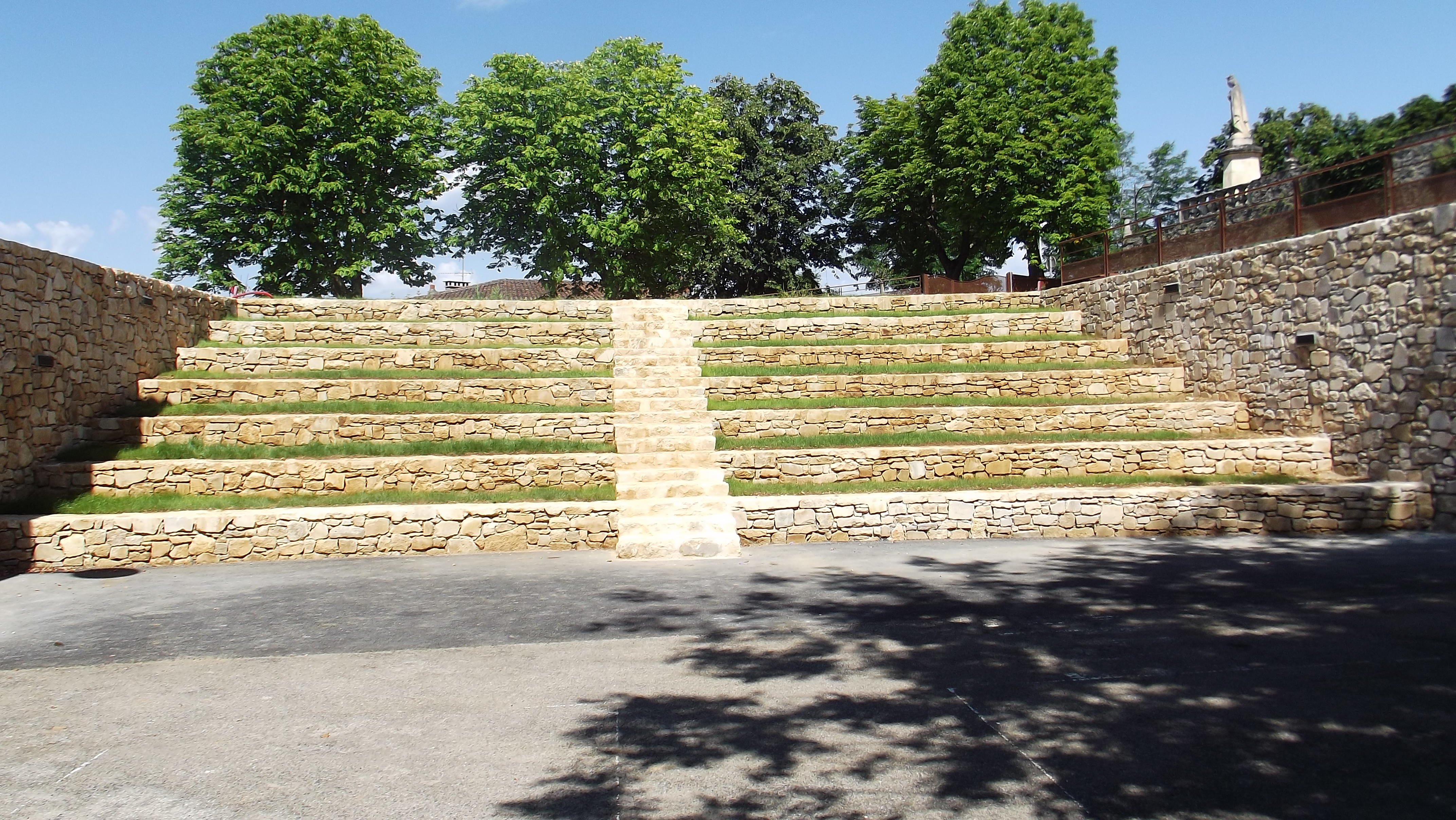
Théâtre de verdure.

- Atelier et cours de théâtre toute l'année
- Une médiathèque est logée dans l'ancienne école de garçons.
- La bibliothèque est reliée à la Bibliothèque départementale de prêt de Cahors.
- L'espace public multimédia est ouvert à tous en particulier aux touristes et vacanciers.
- Salle des fêtes de la commune

### Personnalités liées à la commune
- Jacques-Antoine Gau
- Jean-Louis Calmon
- Jean-Louis Nembrini

### Héraldique
| Blason de Puy-l'Évêque | Blason  | D'azur à la nef des nautonniers du Lot de trois mâts d'argent. |
| Blason de Puy-l'Évêque | Détails | Le statut officiel du blason reste à déterminer.               |